# Biserica de lemn din Mierag

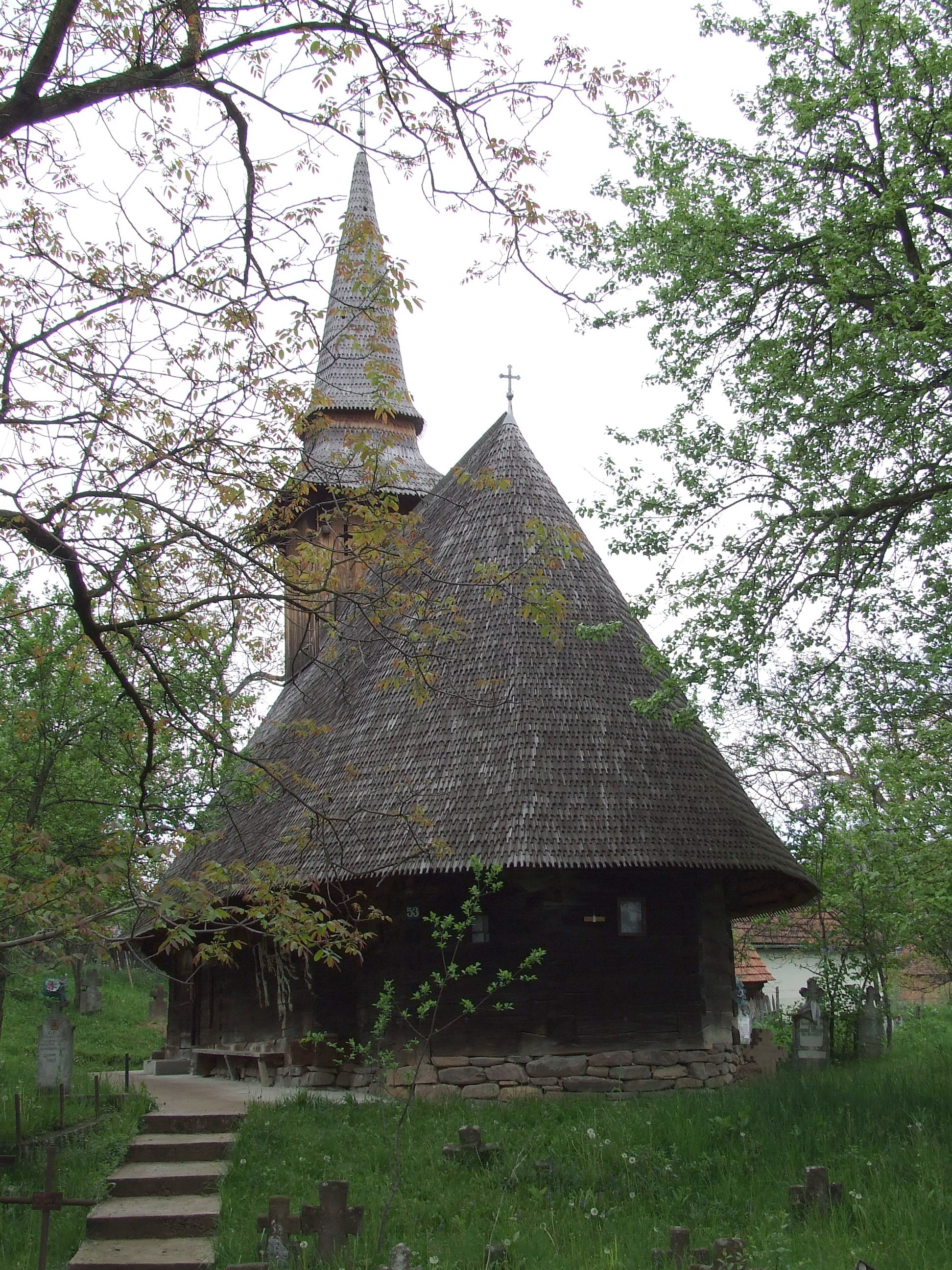
Biserica de lemn din Mierag, județul Bihor, 2008

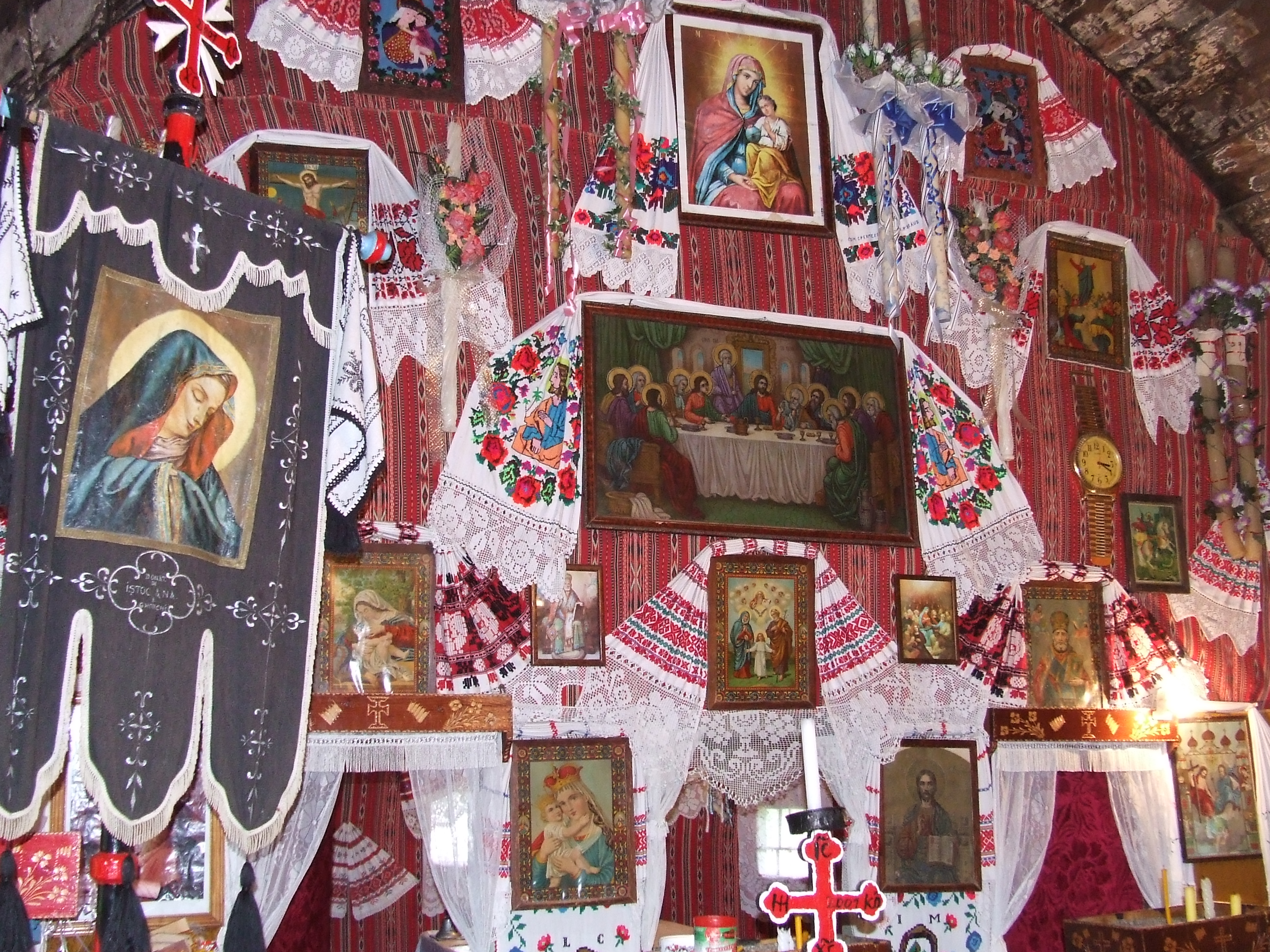
Biserica de lemn din Mierag - Iconostasul. Foto: 2008

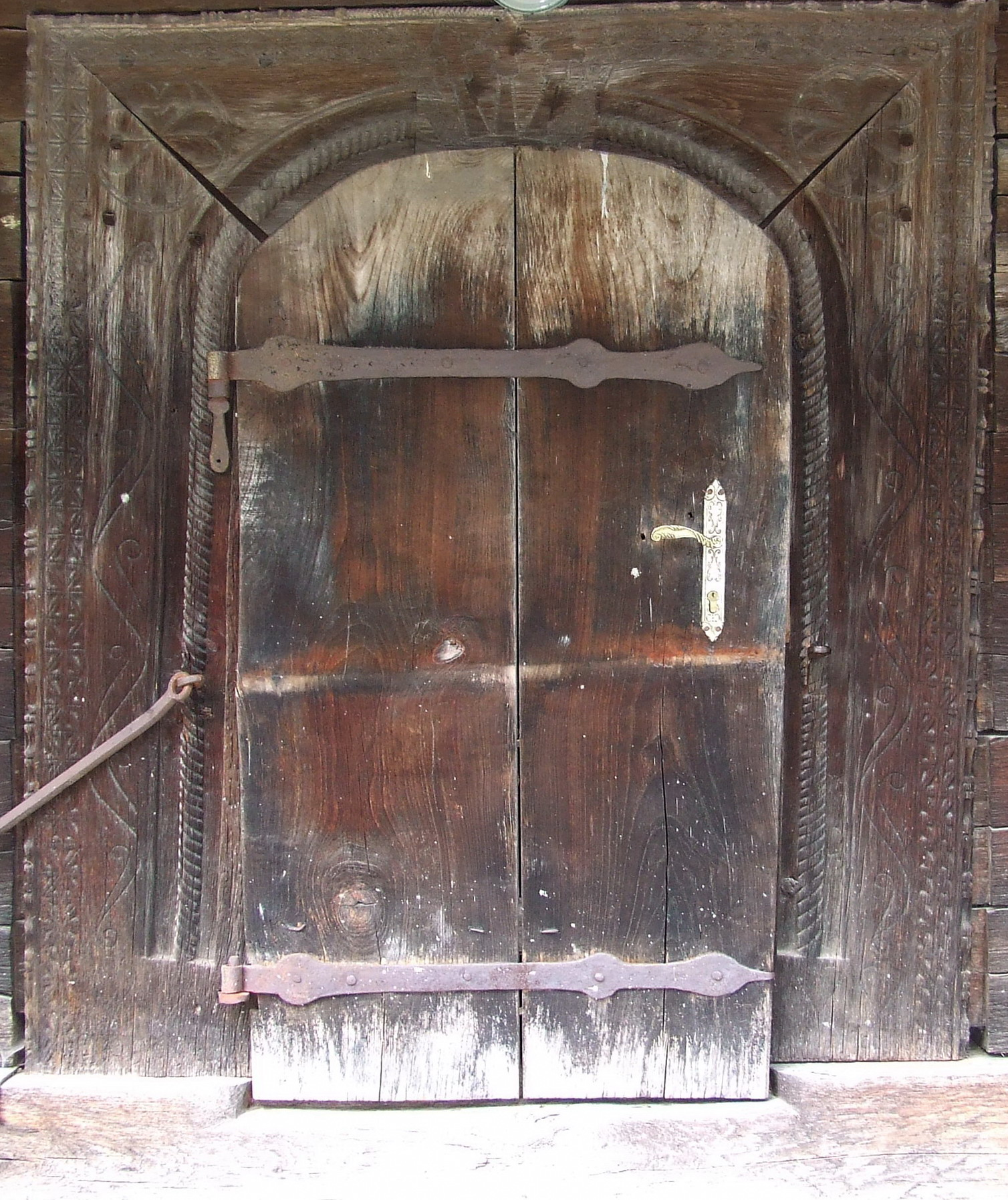
Portalul de la intrare, 2008

Biserica de lemn din Mierag se află în localitatea omonimă din județul Bihor și a fost ridicată în anul 1756. Are hramul "Adormirea Maicii Domnului". Biserica se află pe noua listă a monumentelor istorice sub codul LMI: cod LMI BH-II-m-B-01175.

## Istoric și trăsături
Așezată în mijlocul cimitirului, vechea biserică de lemn din Mierag își primește și acum în fiecare duminică și în sărbători credincioșii la sfânta liturgie. Martoră la viața comunității încă din 1765, biserica este și în prezent singurul edificiu de cult din localitate. A înlocuit la momentul edificării ei, o altă biserică de lemn, probabil prea bătrână pentru a mai merita a fi reparată, deși la 1 mai 1748, locuitorii Mieragului și cei ai Tărcăiței vecine primesc o jumătate de maje de fier, pentru biserică. În urma vizitației canonice pe care episcopul unit Meletie Covaci o face în aceste părți, în anul 1752 aflăm că biserica era acoperită cu șindrilă. Mențiunea făcută în urma vizitației canonice probabil se referă la vechea biserică de lemn.
În conscrierea de la 1756 se spune: "biserica acum se construiește". Cu timpul, biserica a suferit mai multe intervenții în urma cărora înfățișarea ei inițială a fost afectată. Astfel, în 1925, învelitoarea de șindrilă este înlocuită cu țiglă iar coiful turnului este îmbrăcat în tablă. Fotografia făcută și publicată în anii '30 de către Coriolan Petranu surprinde această modificare adusă bisericii. Ulterior, pe latura de sud a bisericii a fost amplasată o prispă ce se întindea pe întreaga lungime a naosului și a absidei altarului, situație surprinsă la momentul publicării lucrării Monumente istorice bisericești din Eparhia Ortodoxă Română a Oradei în anul 1978. În urma intervențiilor de după această dată, biserica a căpătat o formă mai apropiată de cea inițială.
De dimensiuni mici spre medii, biserica prezintă planimetria obișnuită. Printr-un frumos portal, ce seamănă cu cel întâlnit la biserica de lemn din Sebiș, situat pe latura de sud a bisericii, se ajunge în pronaosul bisericii. Pronaosul bisericii este despărțit de naos printr-un perete în care au fost făcute orificiile obișnuite pentru ce cei aflați în pronaos să poată audia slujba. Dintre alte elemente decorate putem aminti portalul interior, unde sunt din nou prezente florile de crin dar și arc-dubloul și meștergrinda ce împodobesc bolta naosului. Absida altarului este decroșată, poligonală cu cinci laturi. Acoperișul este unul comun atât pentru naos și pronaos cât și pentru absida altarului. Turnul clopotniță nu are o galerie deschisă dar coiful turnului are învelișul întrerupt, element ce amintește de ornamentul inelar întâlnit și la alte biserici din zonă.
În interior, pereții bisericii au fost tapetați cu catifea sau material ce culoare roșie și multe, multe prosoape trandiționale. Astfel, pictura realizată în 1783 de Samoki Teodor din Kașa a fost acoperită. Ușile altarului au fost pictate în anul 1793 de către David Zugravu de la Curtea de Argeș.

## Imagini

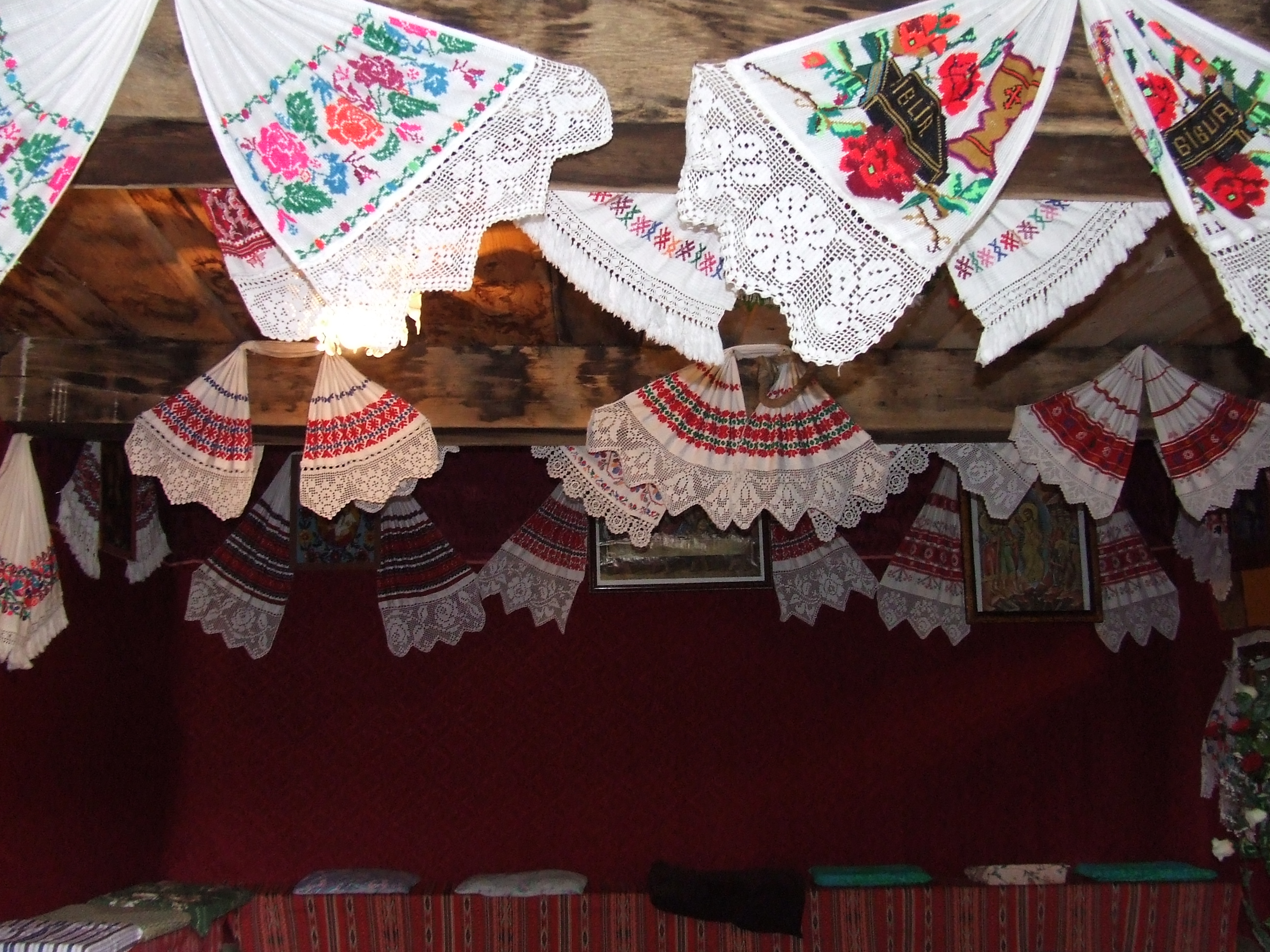
Vedere în pronaosul bisericii
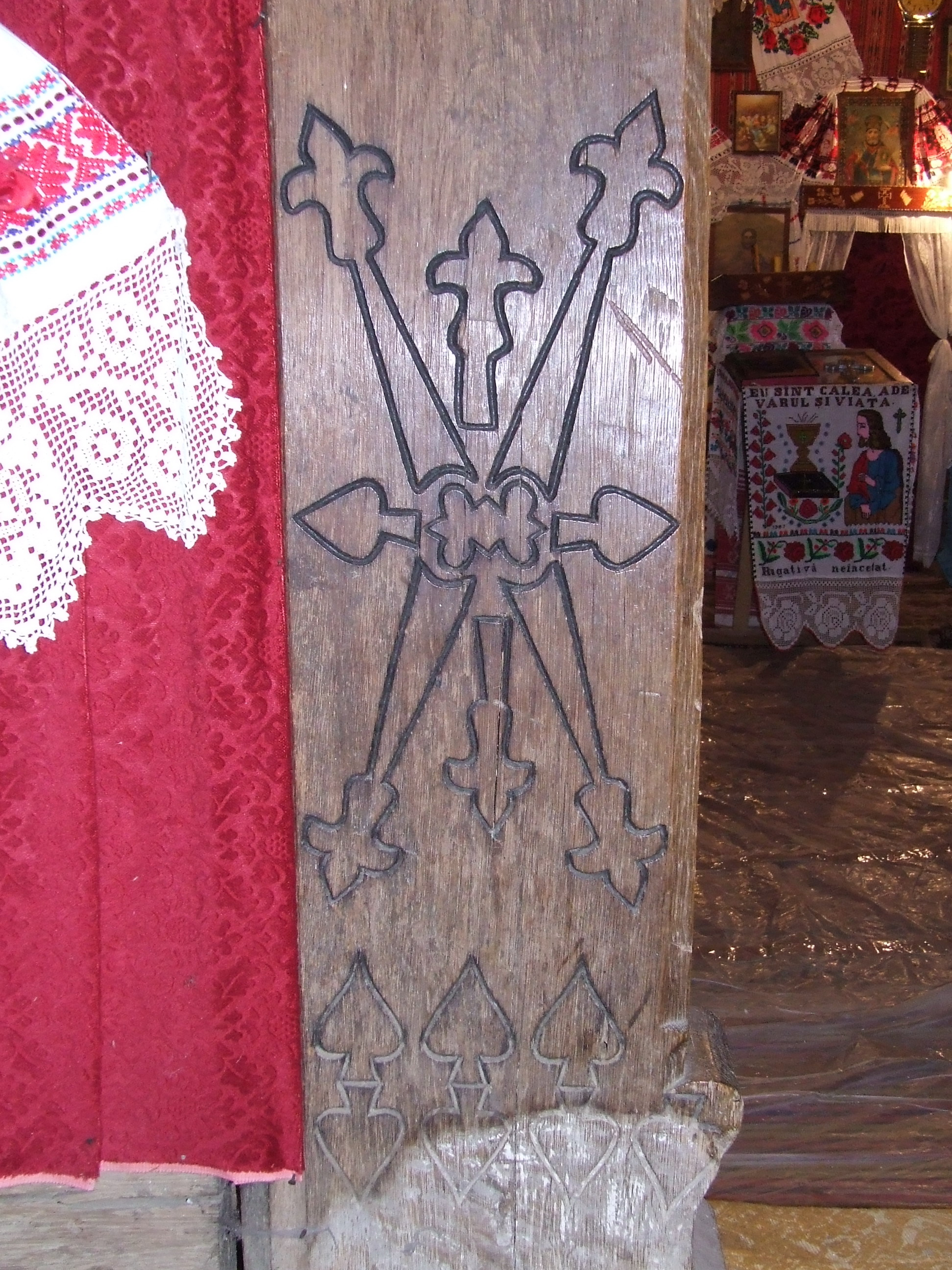
Detaliu portal interior
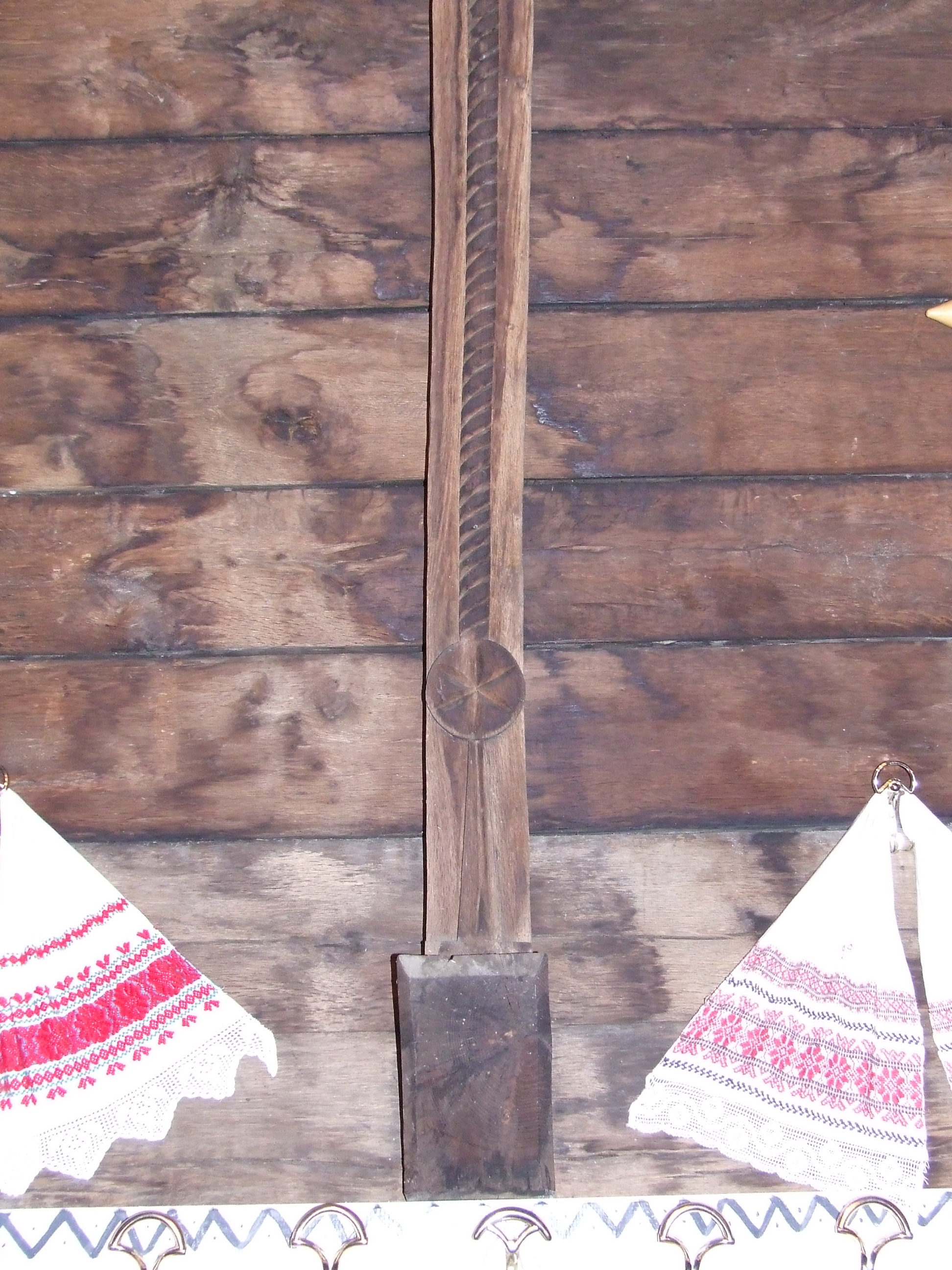
Detaliu arc-dublou
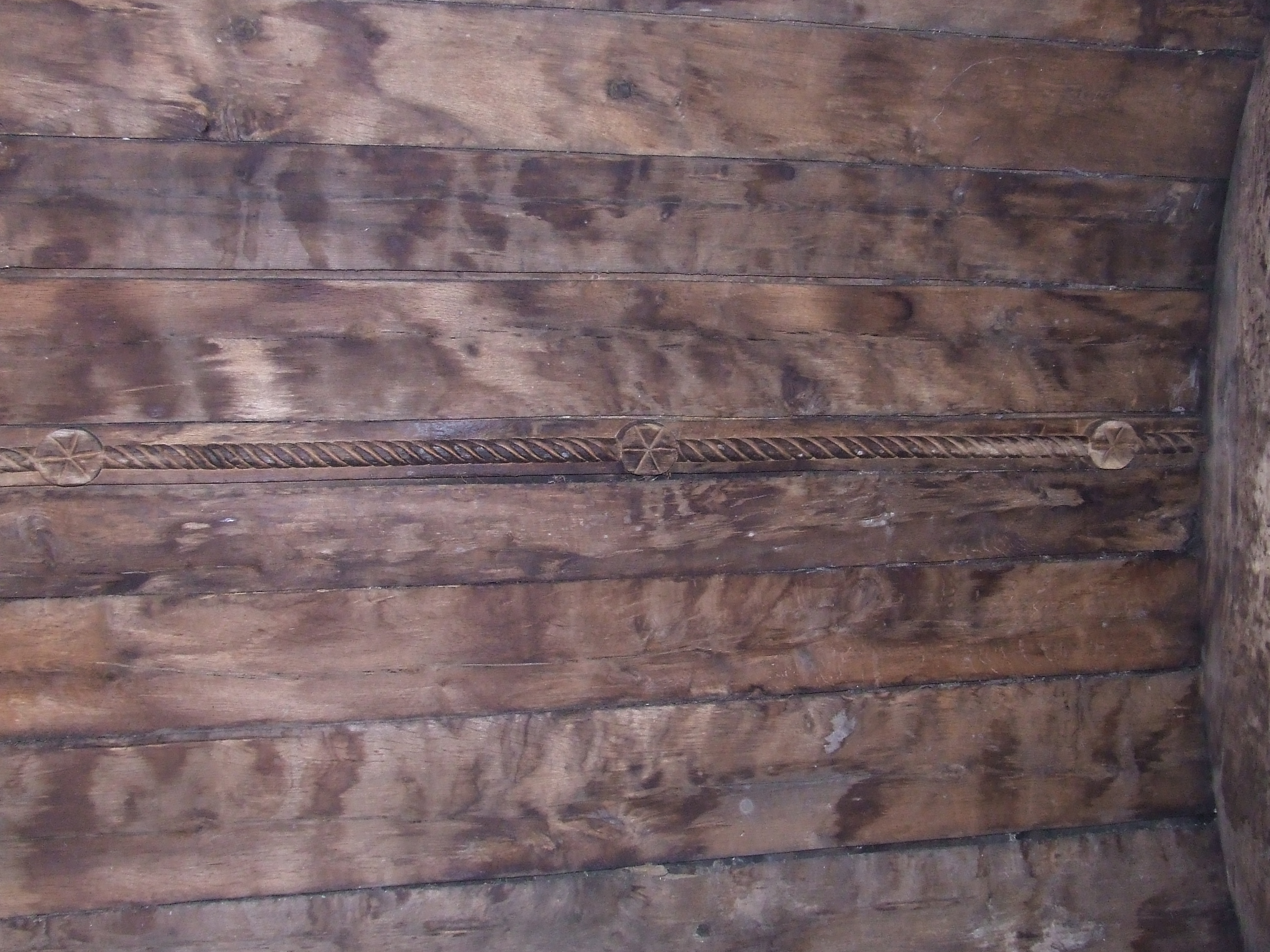
Detaliu meșter-grindă
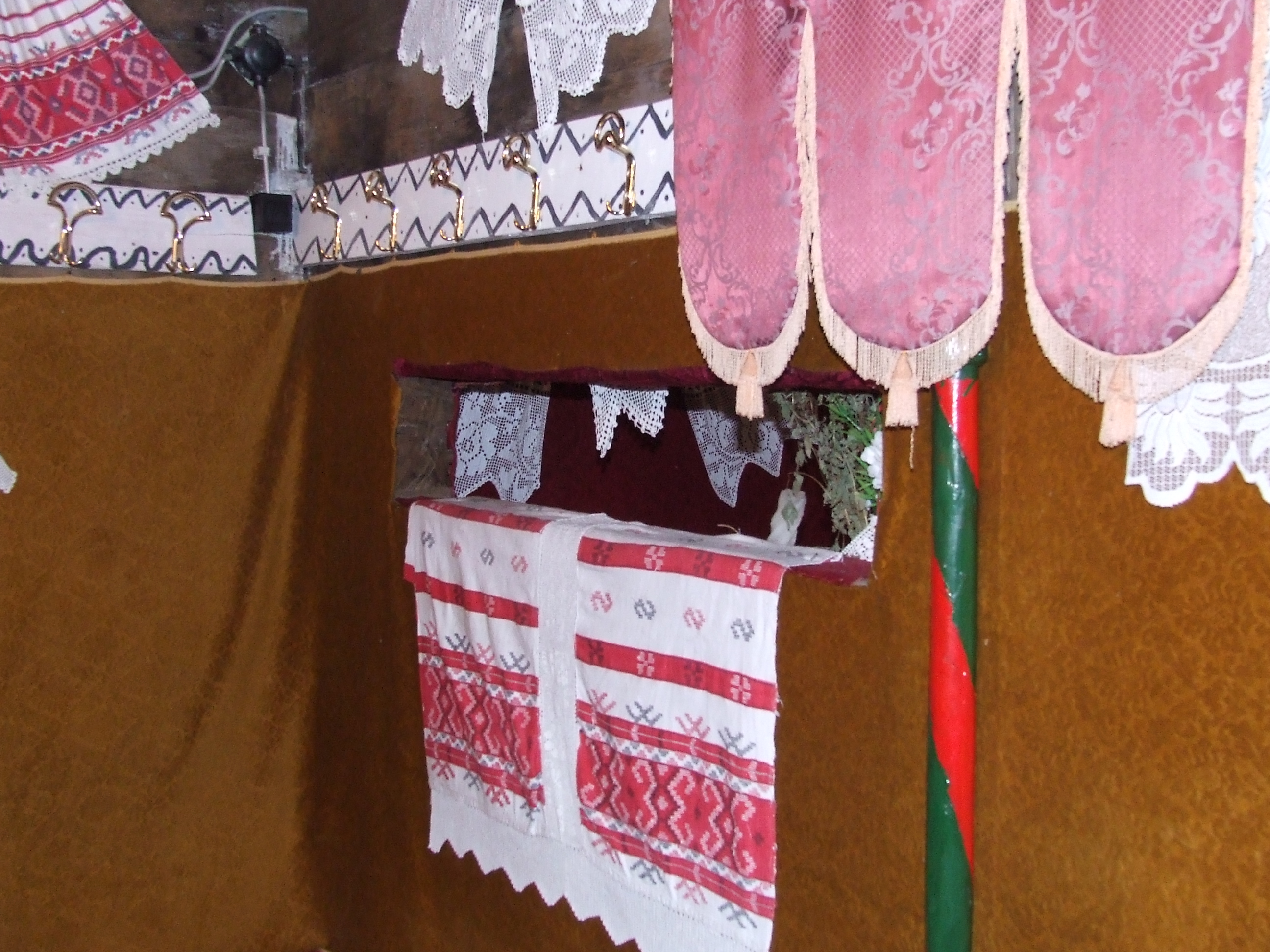
Spațiul realizat în peretele dintre naos și pronaos. Vedere din naos
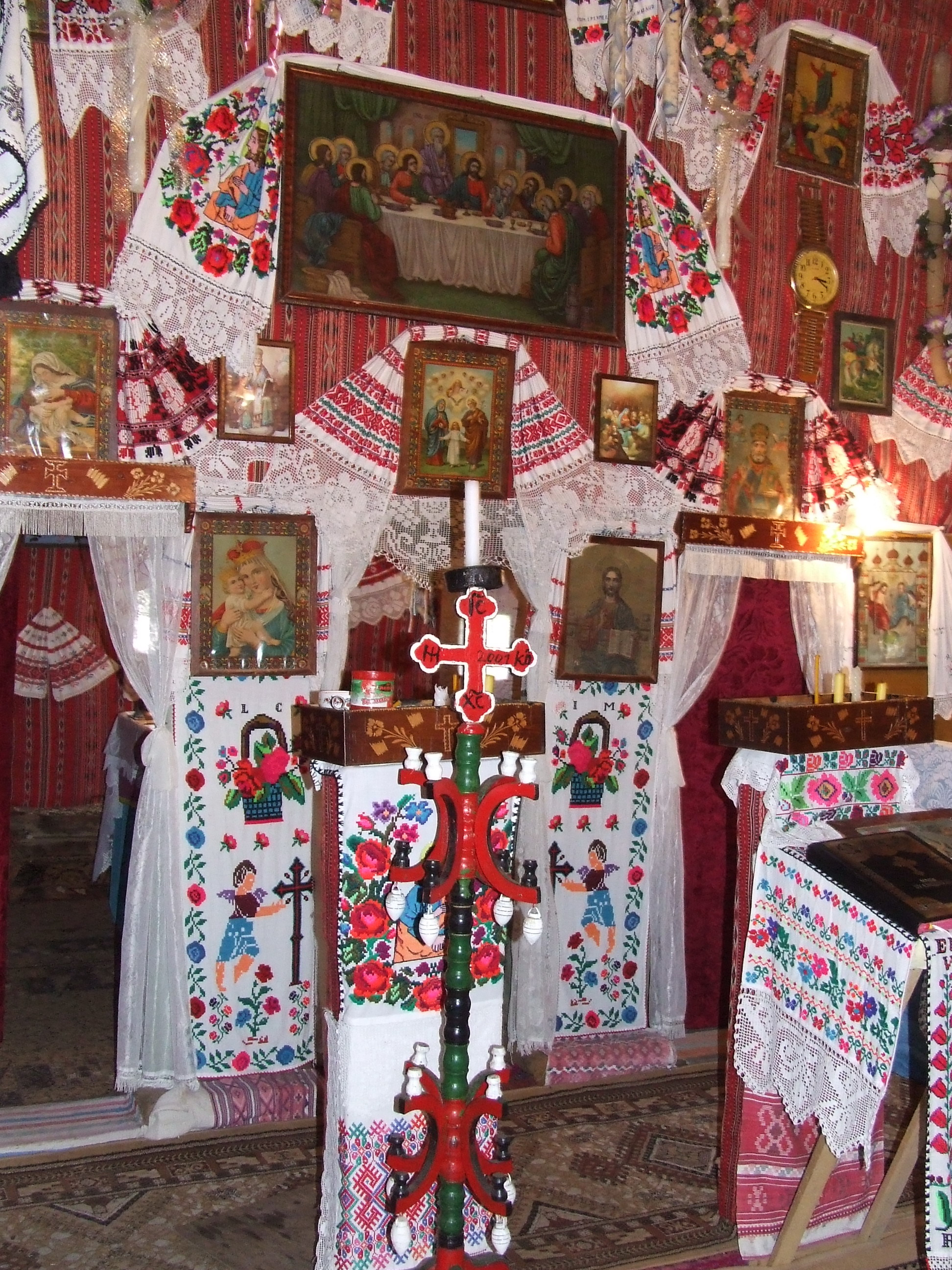
Partea inferioară a iconostasului
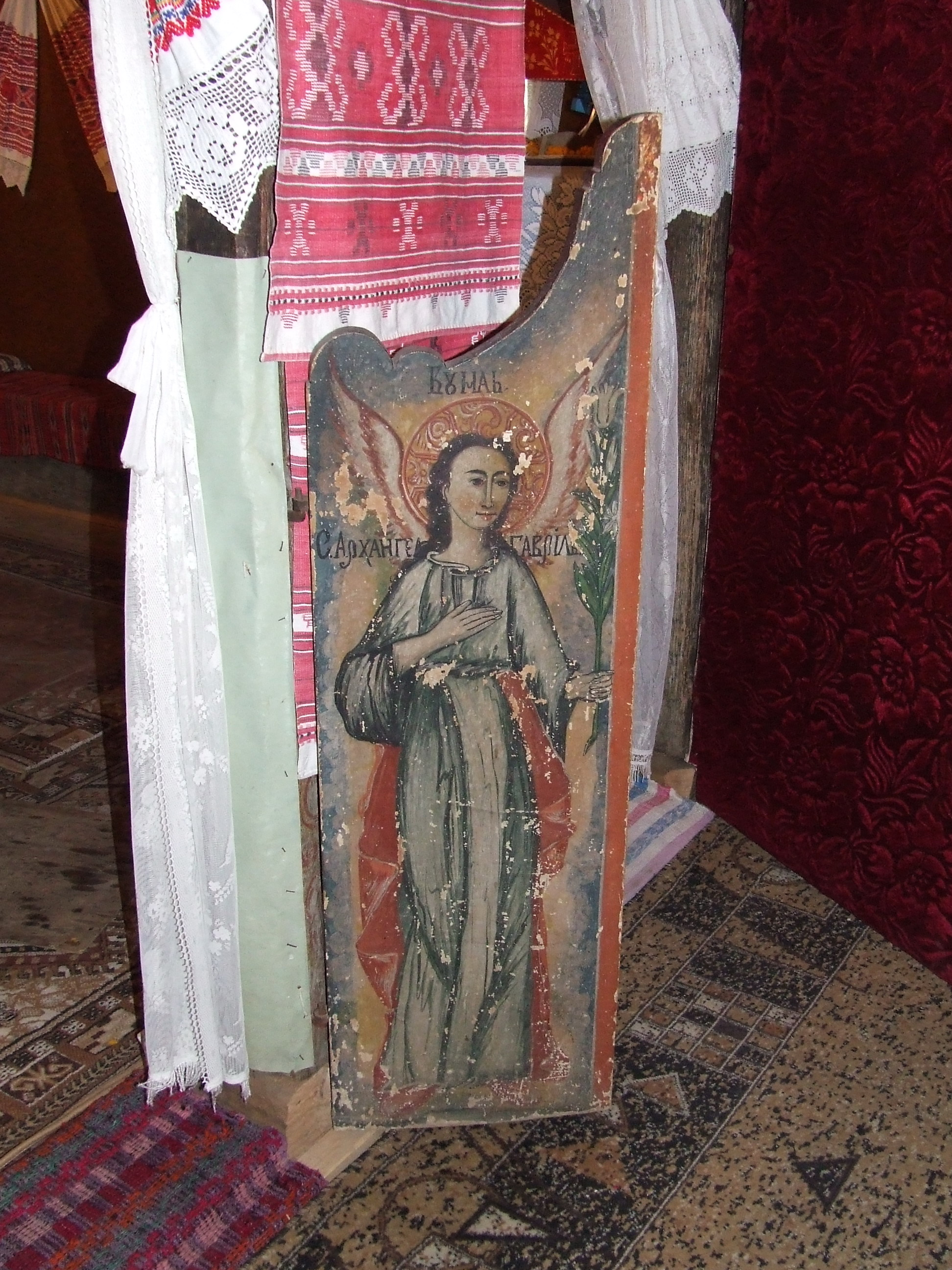
Prima ușă împărătească
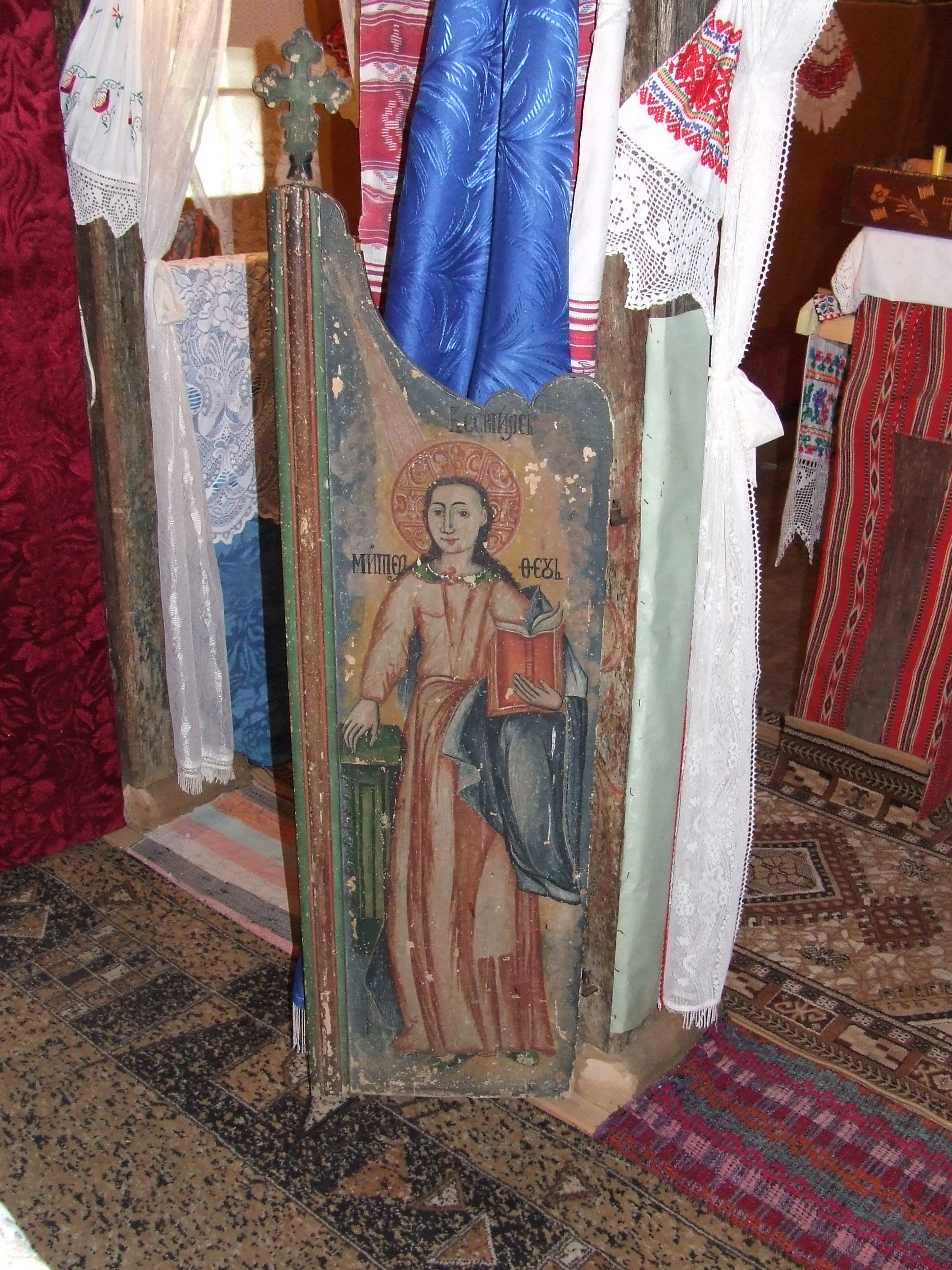
A doua ușă împărătească
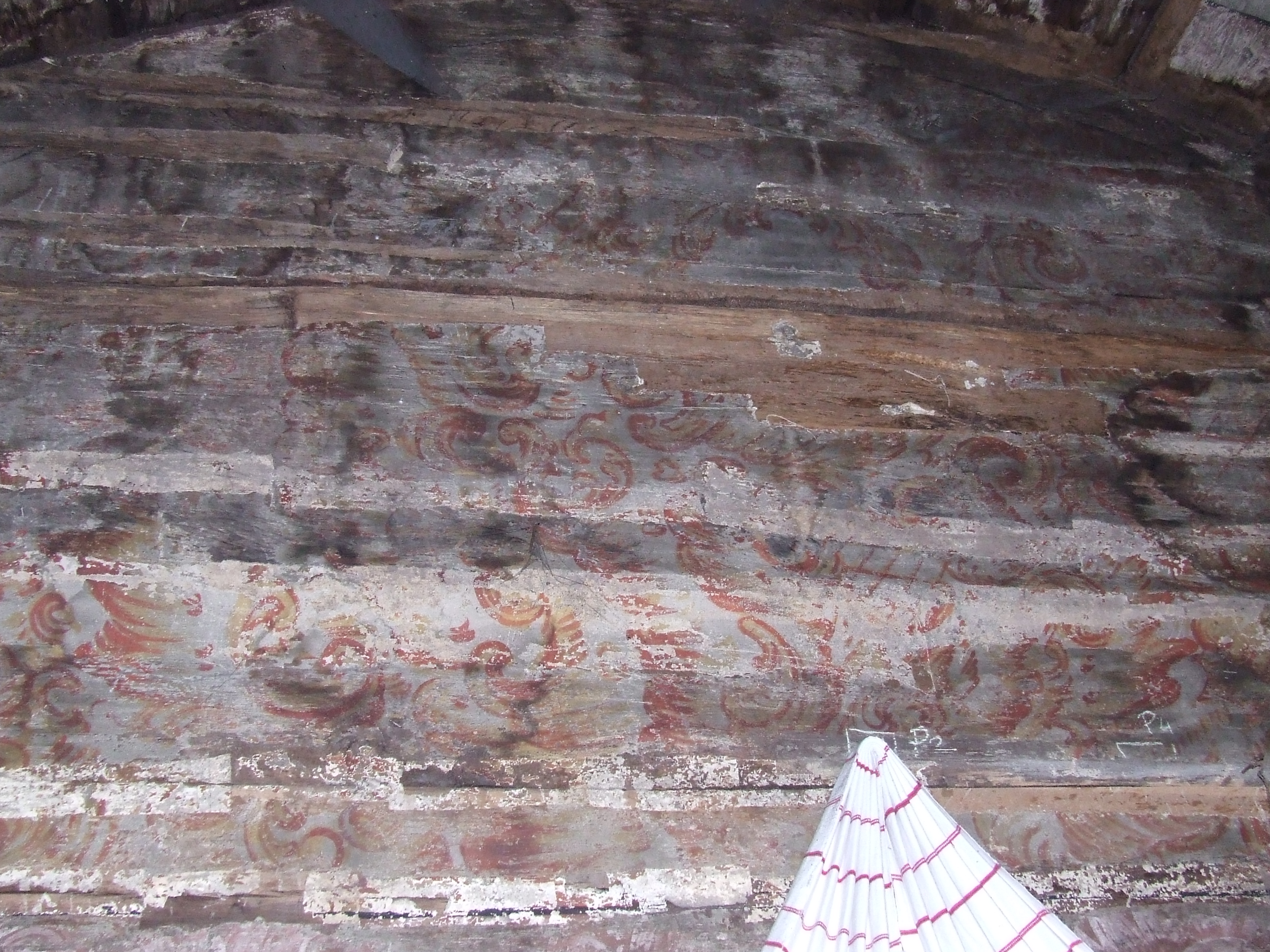
Dosul catapetesmei văzut din absida altarului
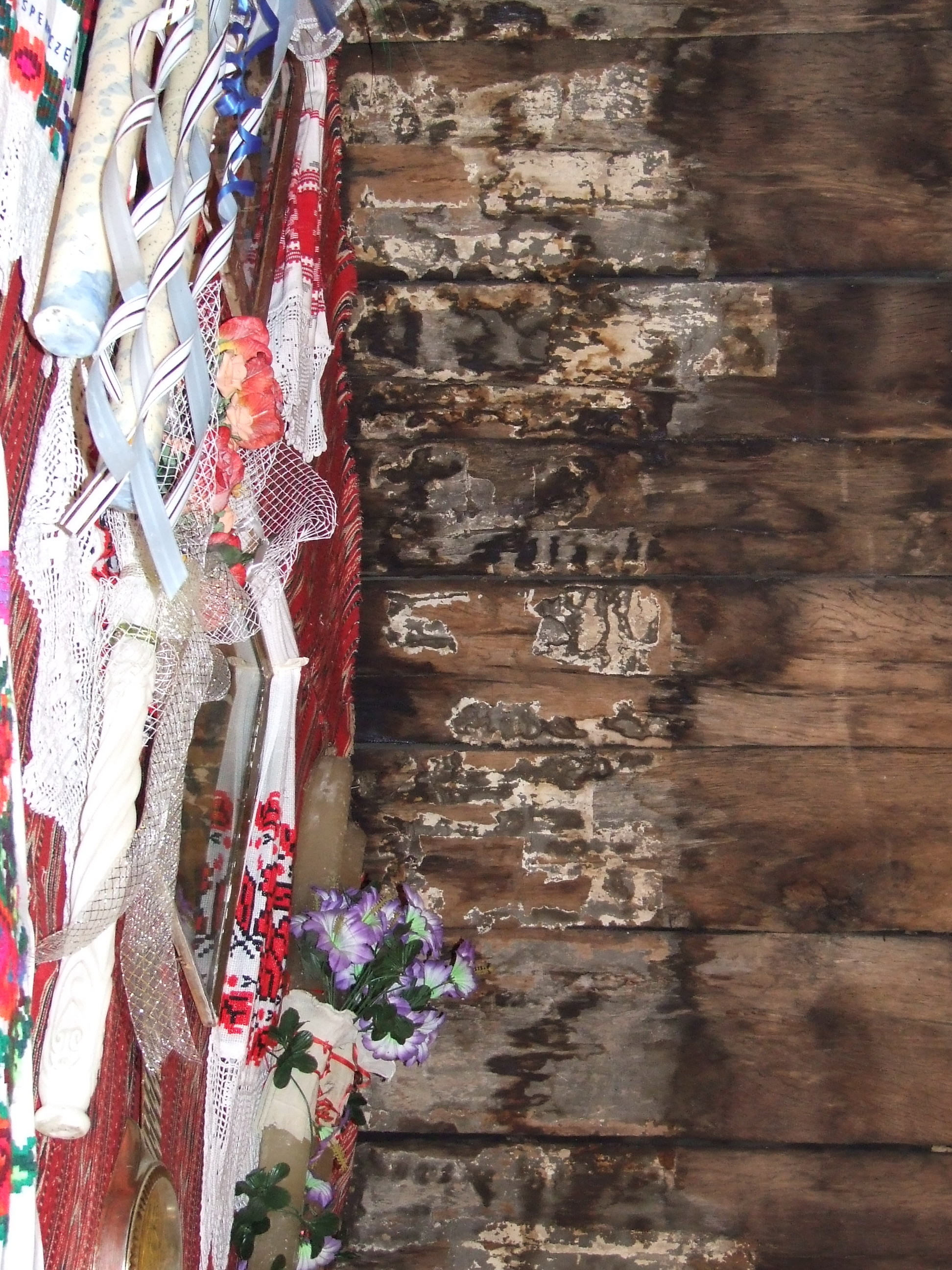
Bolta naosului, afectată de umezeală
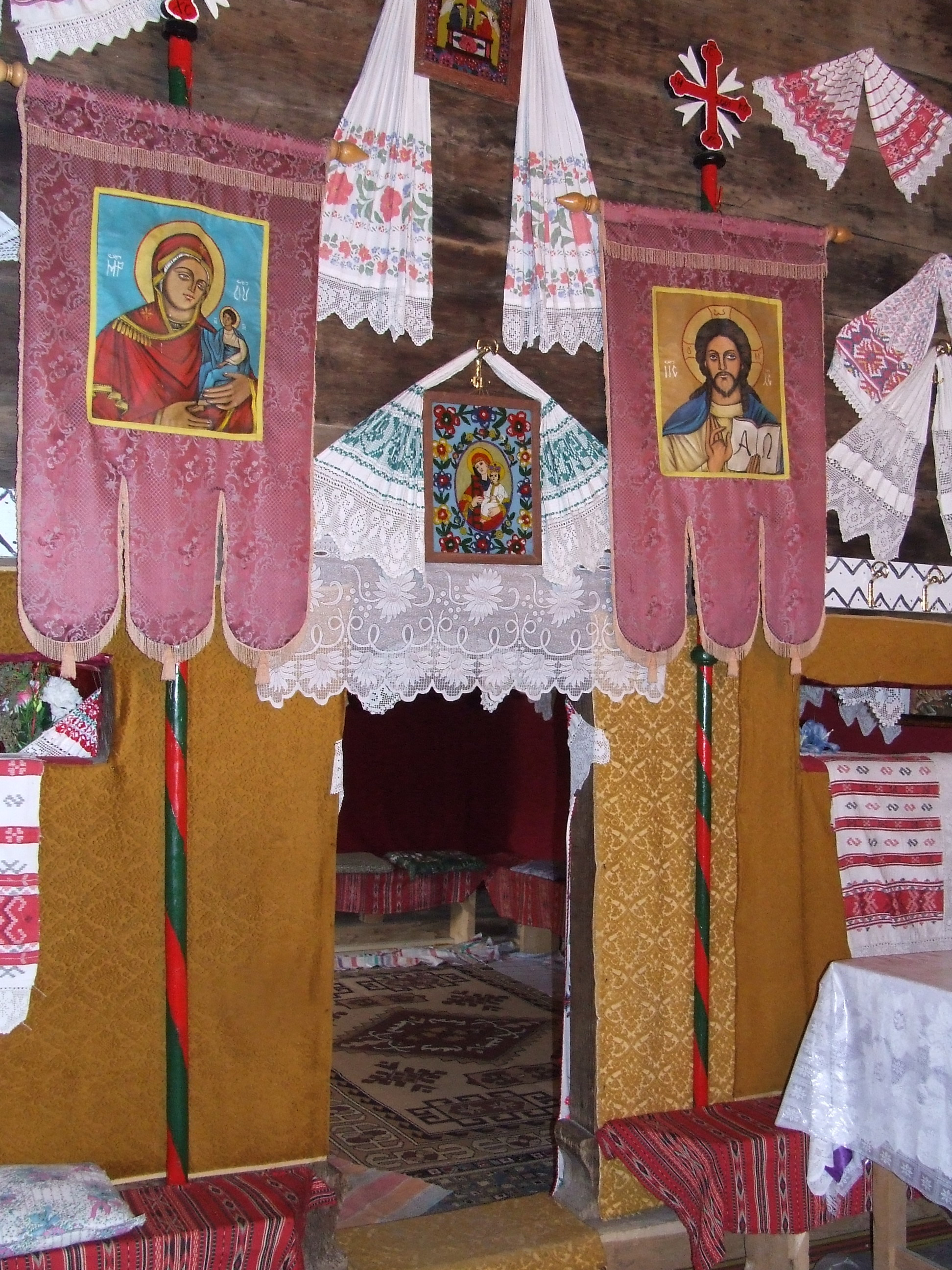
Trecerea din naos spre pronaos. Vedere din naos
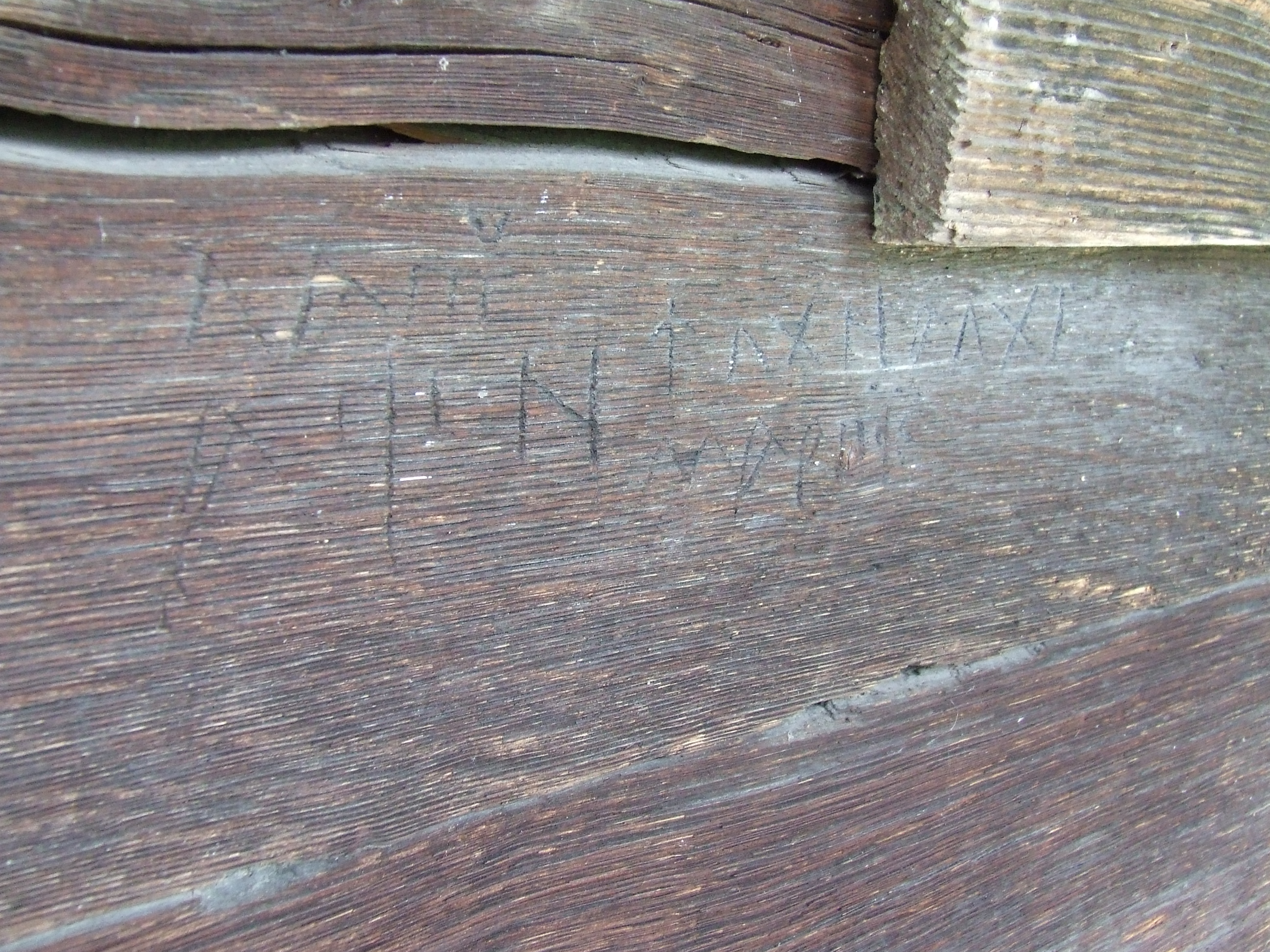
Inscripția care datează biserica
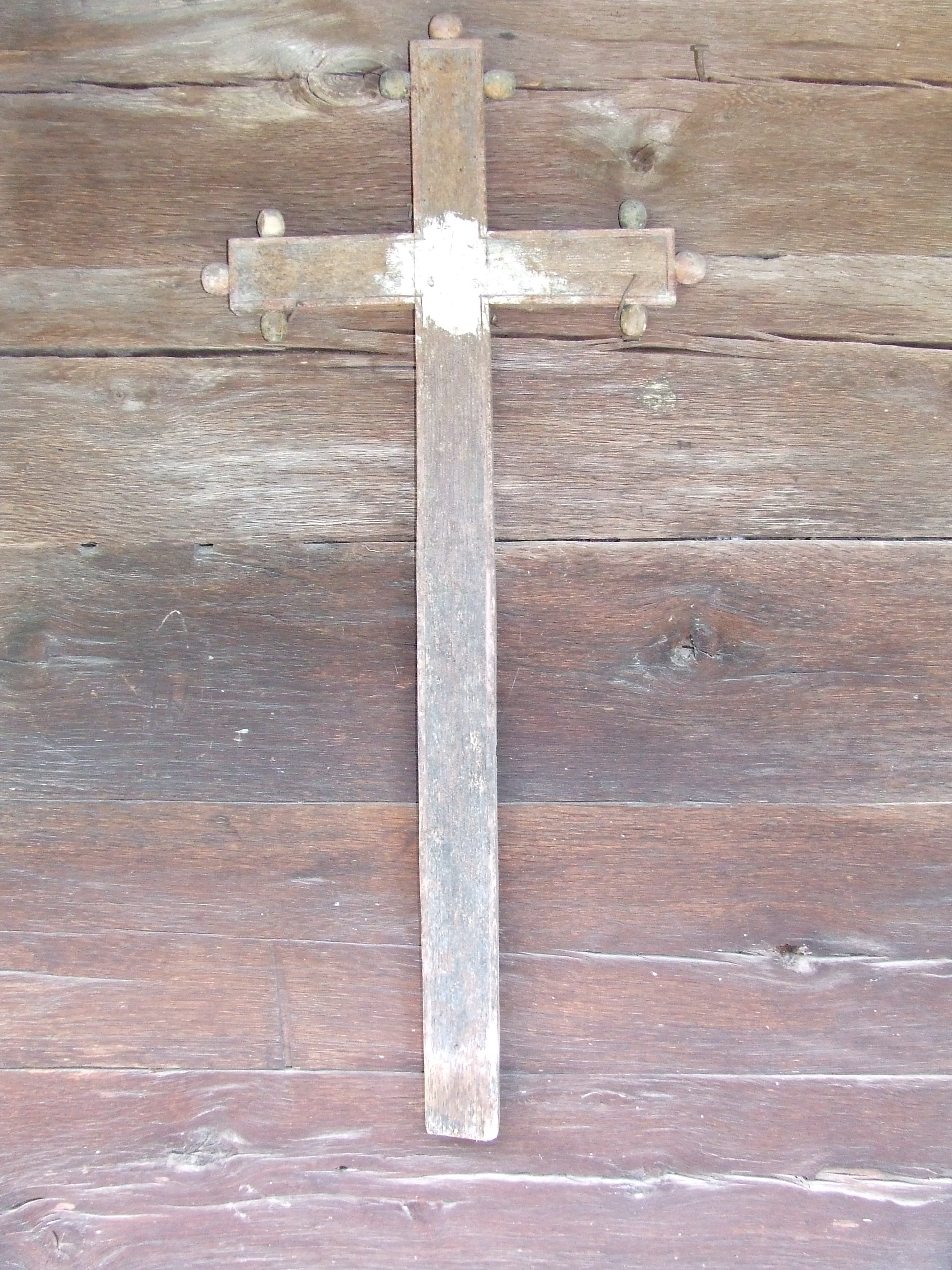
Cruce pe peretele exterior al bisericii
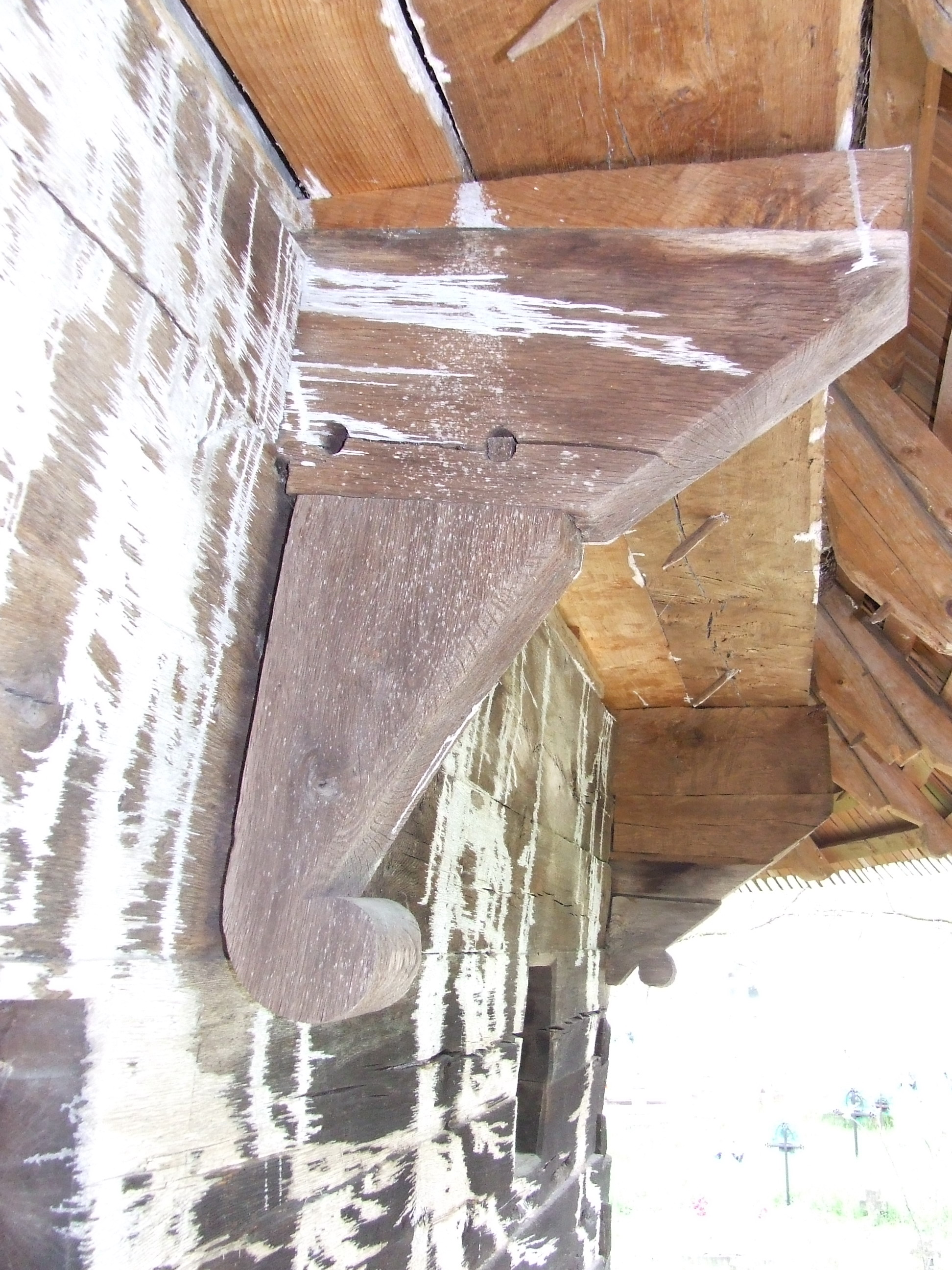
Consolă
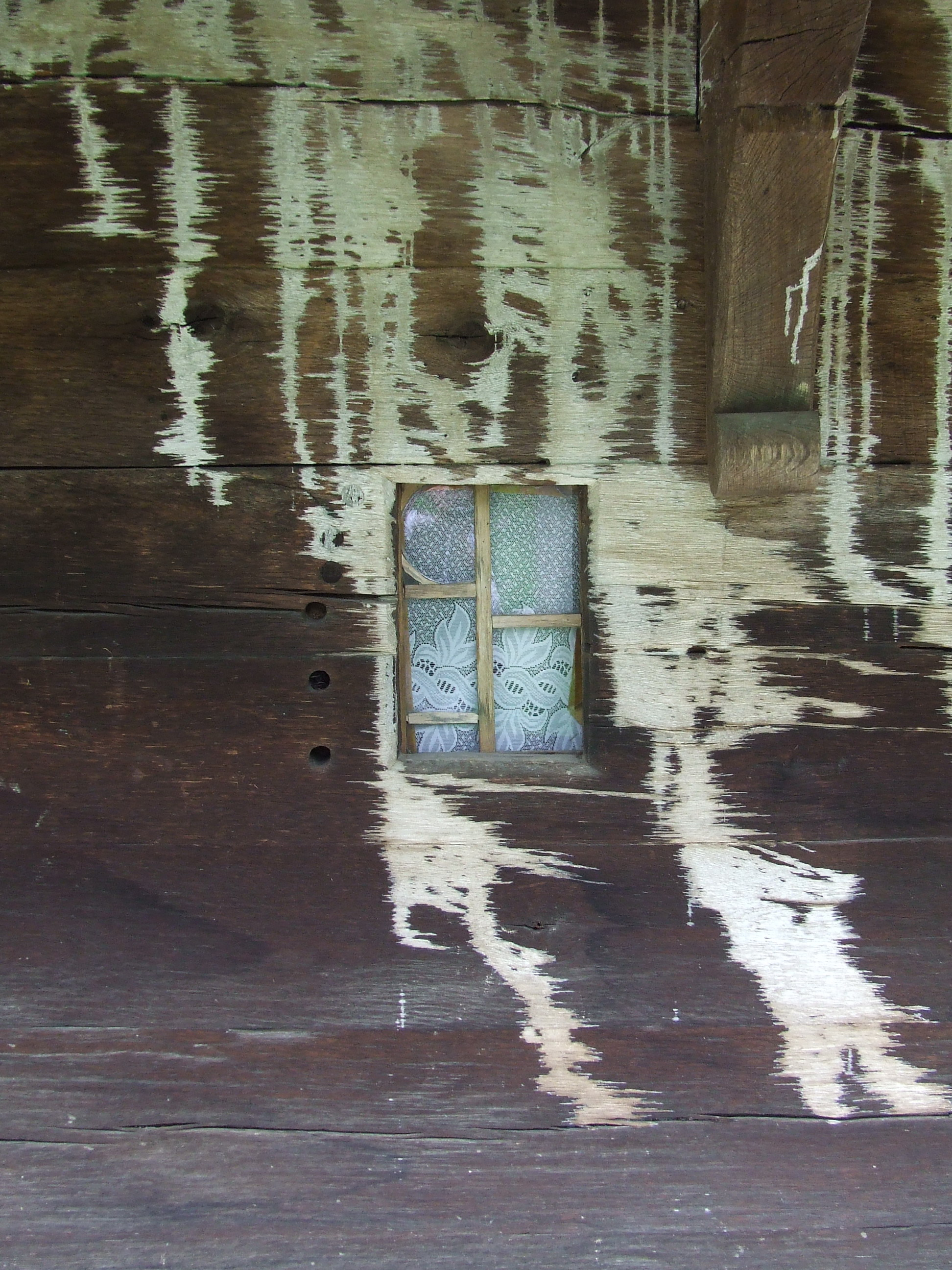
Fereastră
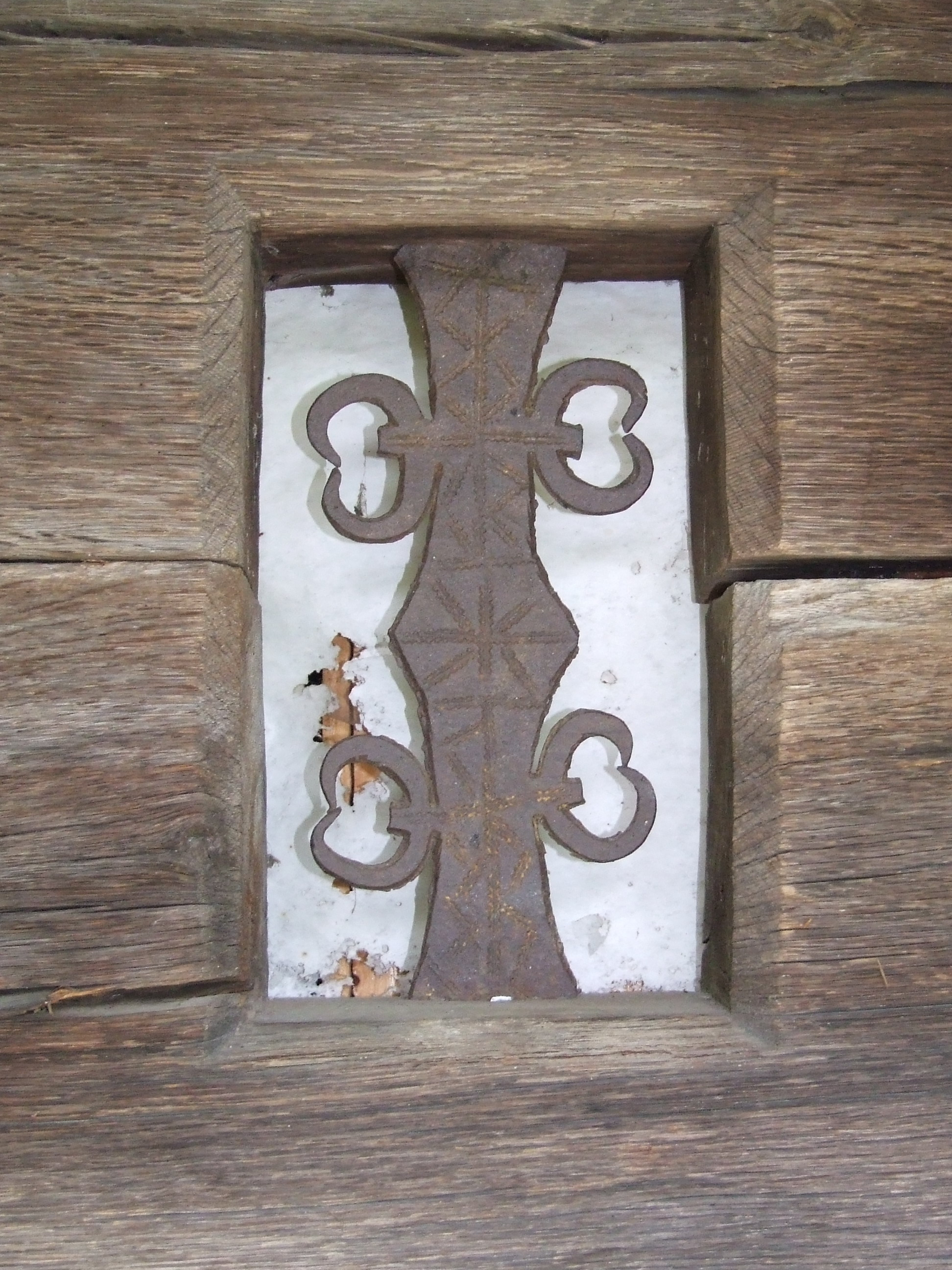
Fereastră
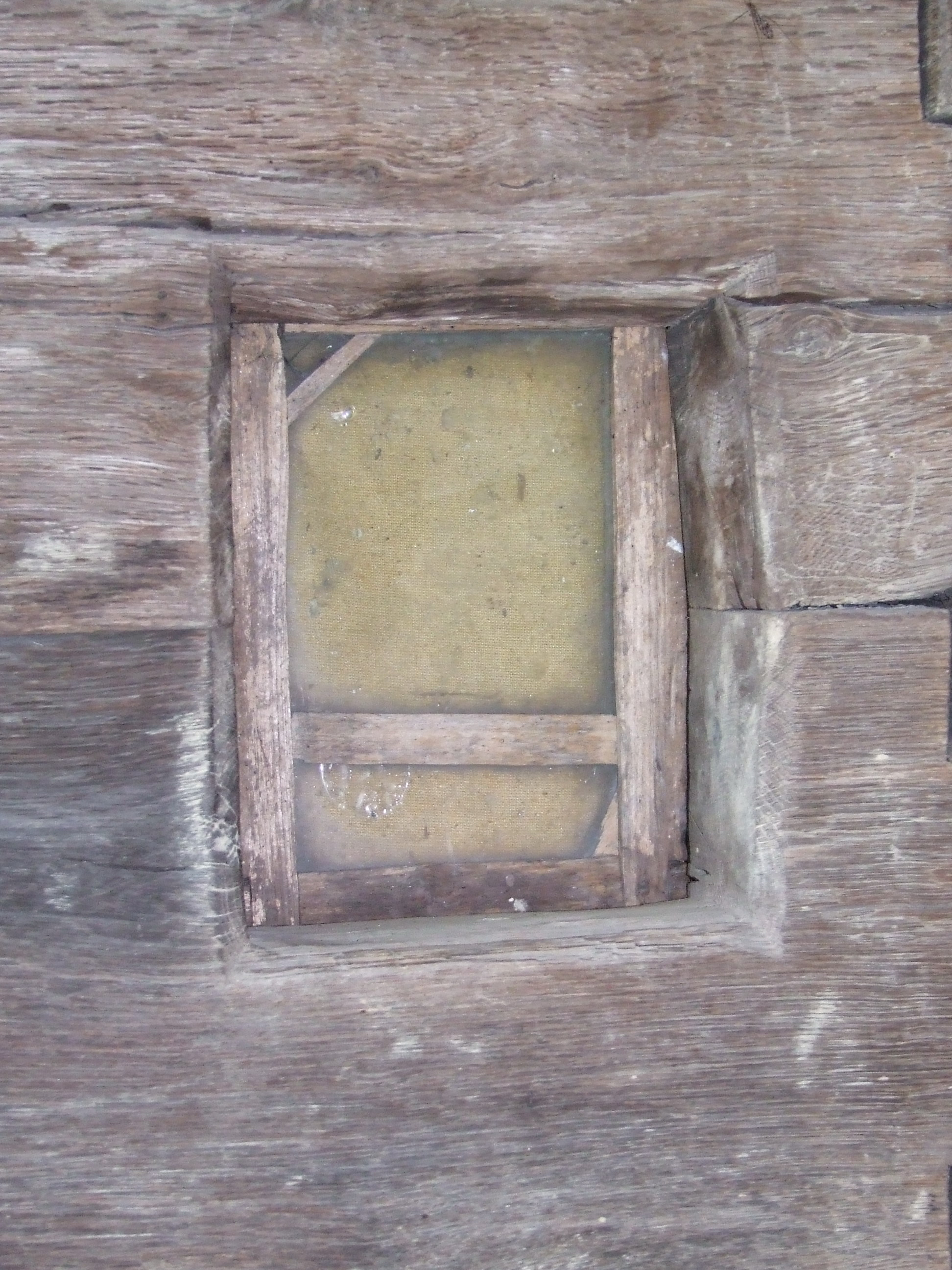
Fereastră
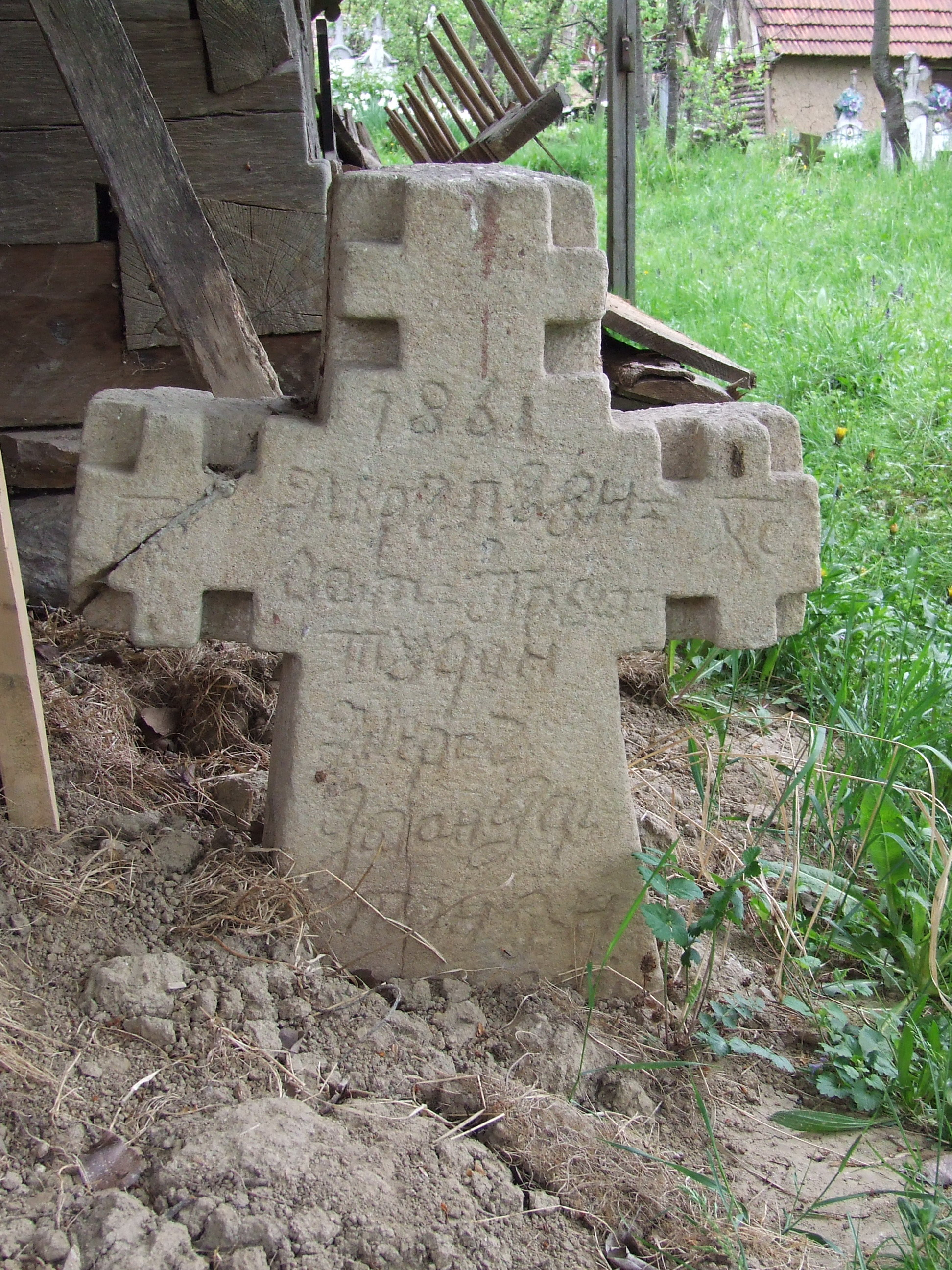
Cruce lângă absida altarului
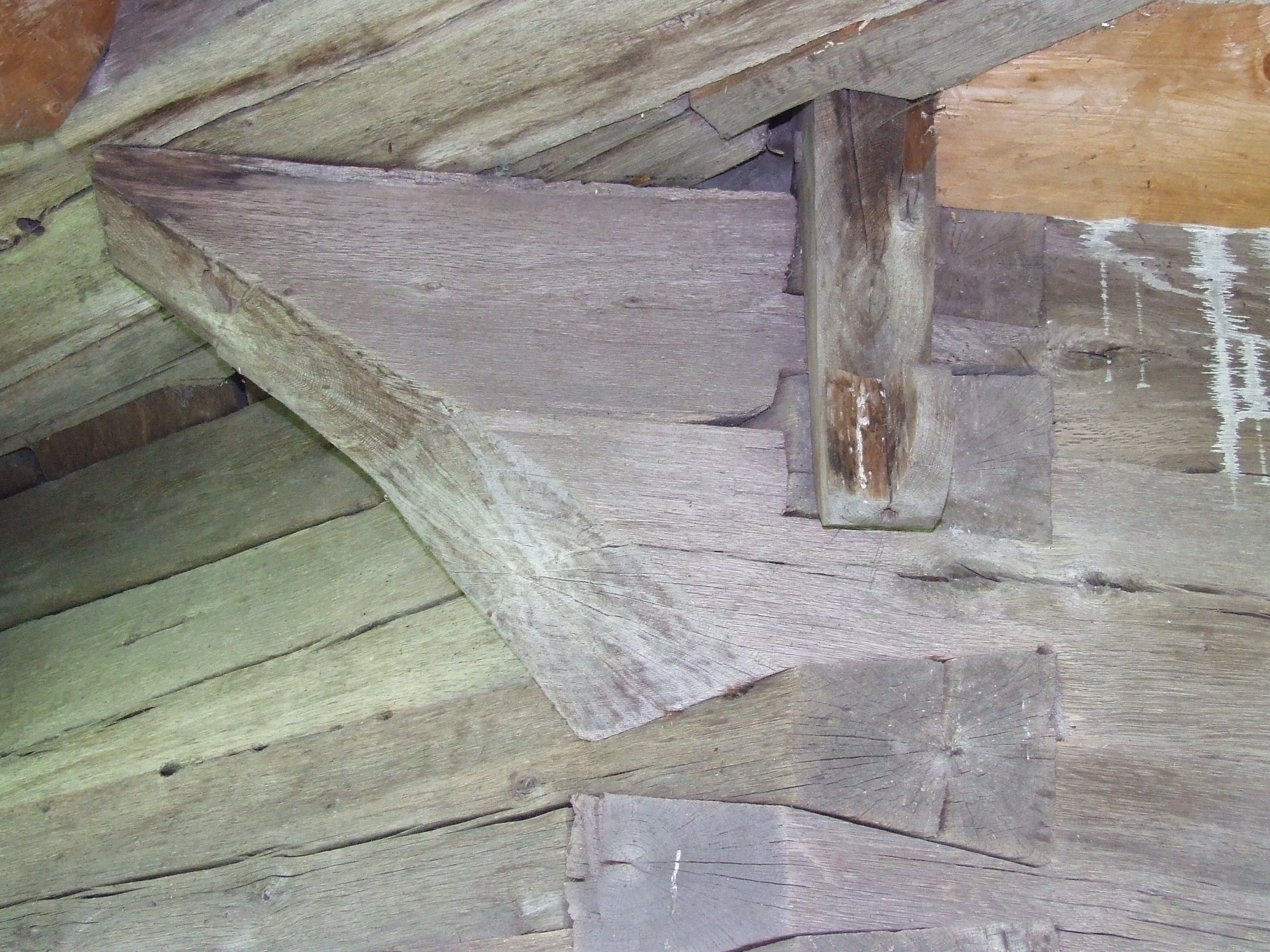
Consolă
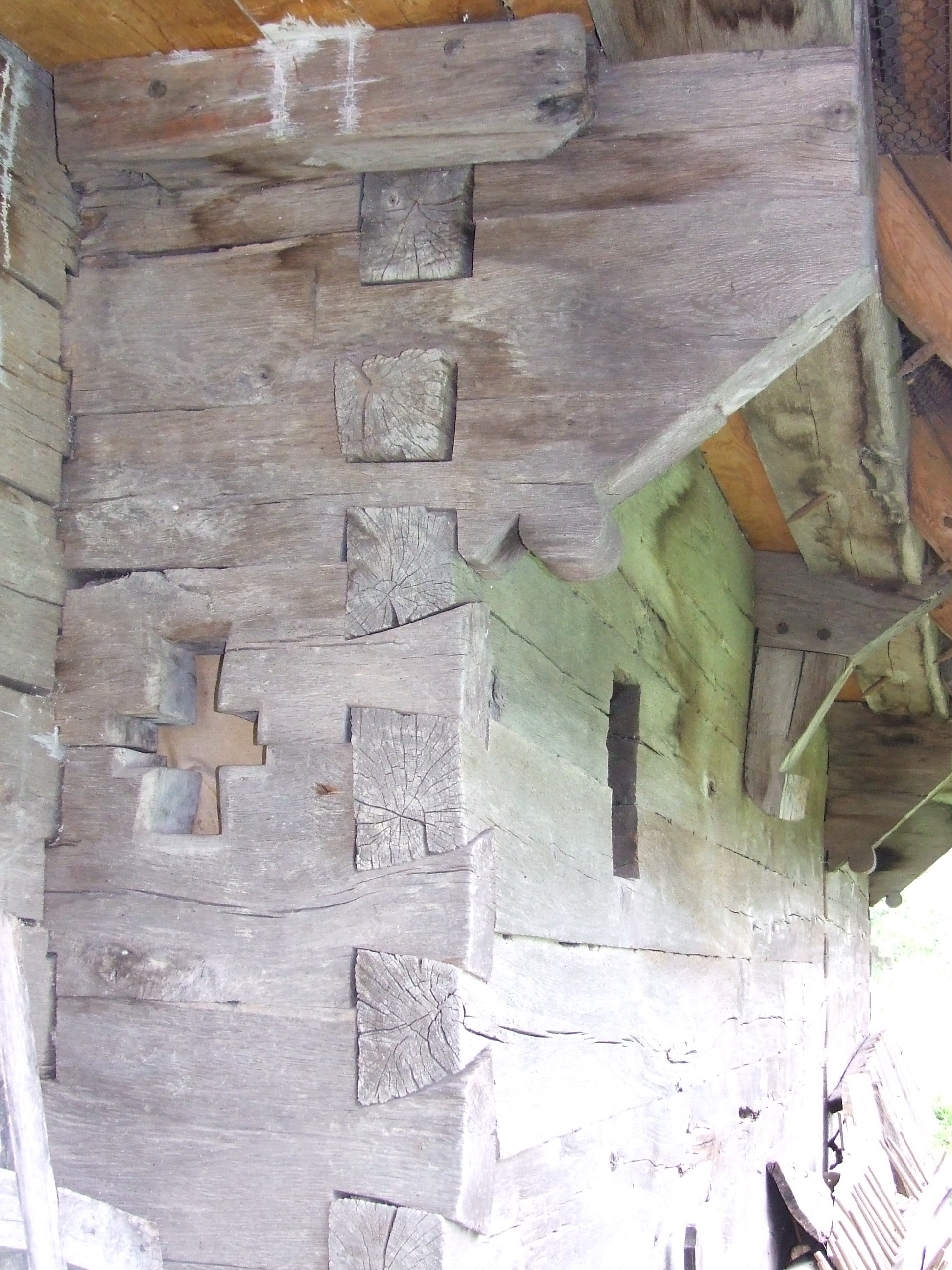
Console, îmbinări și ferestre
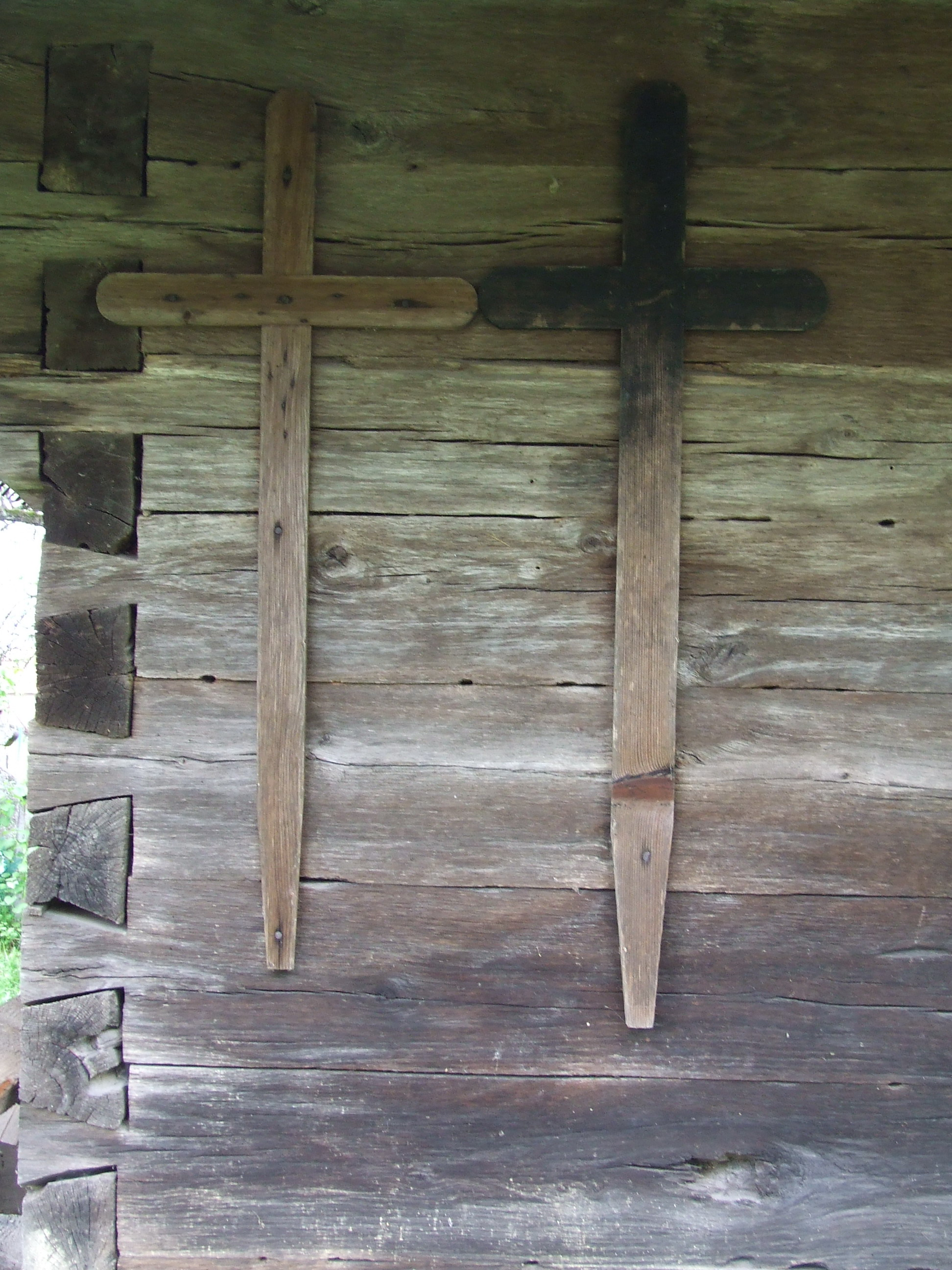
Cruci pe peretele bisericii
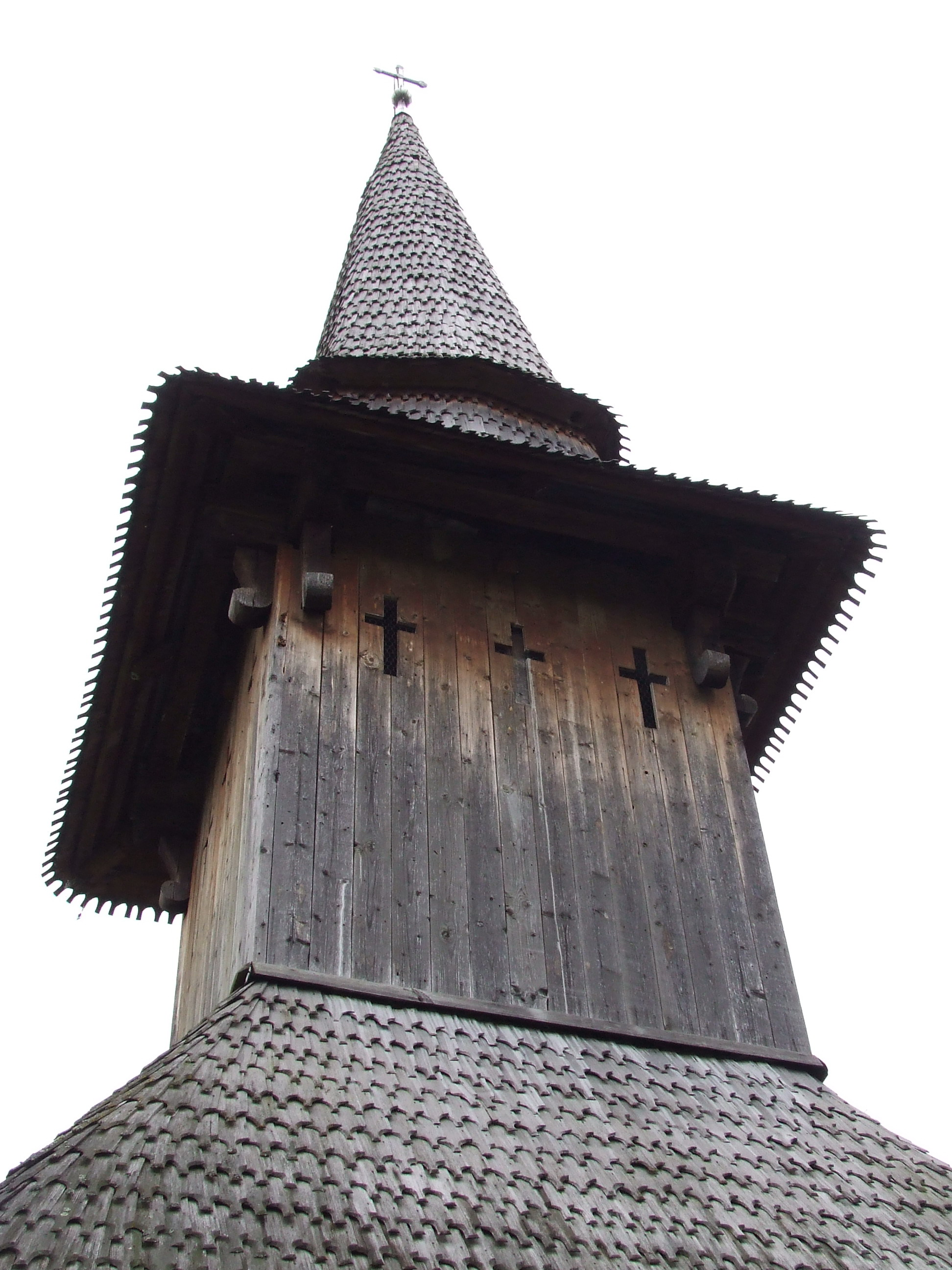
Turnul-clopotniță
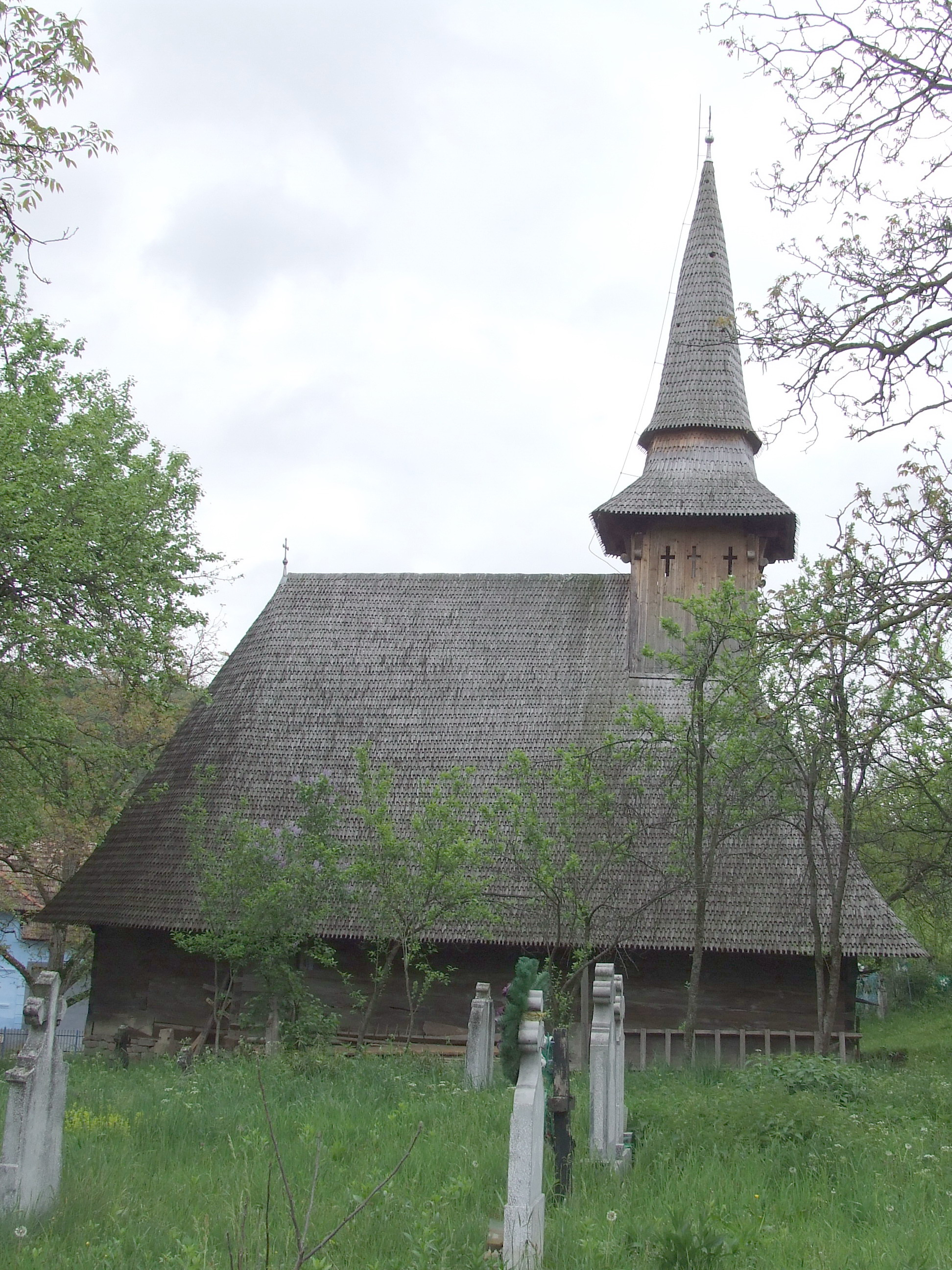
Vedere din nord
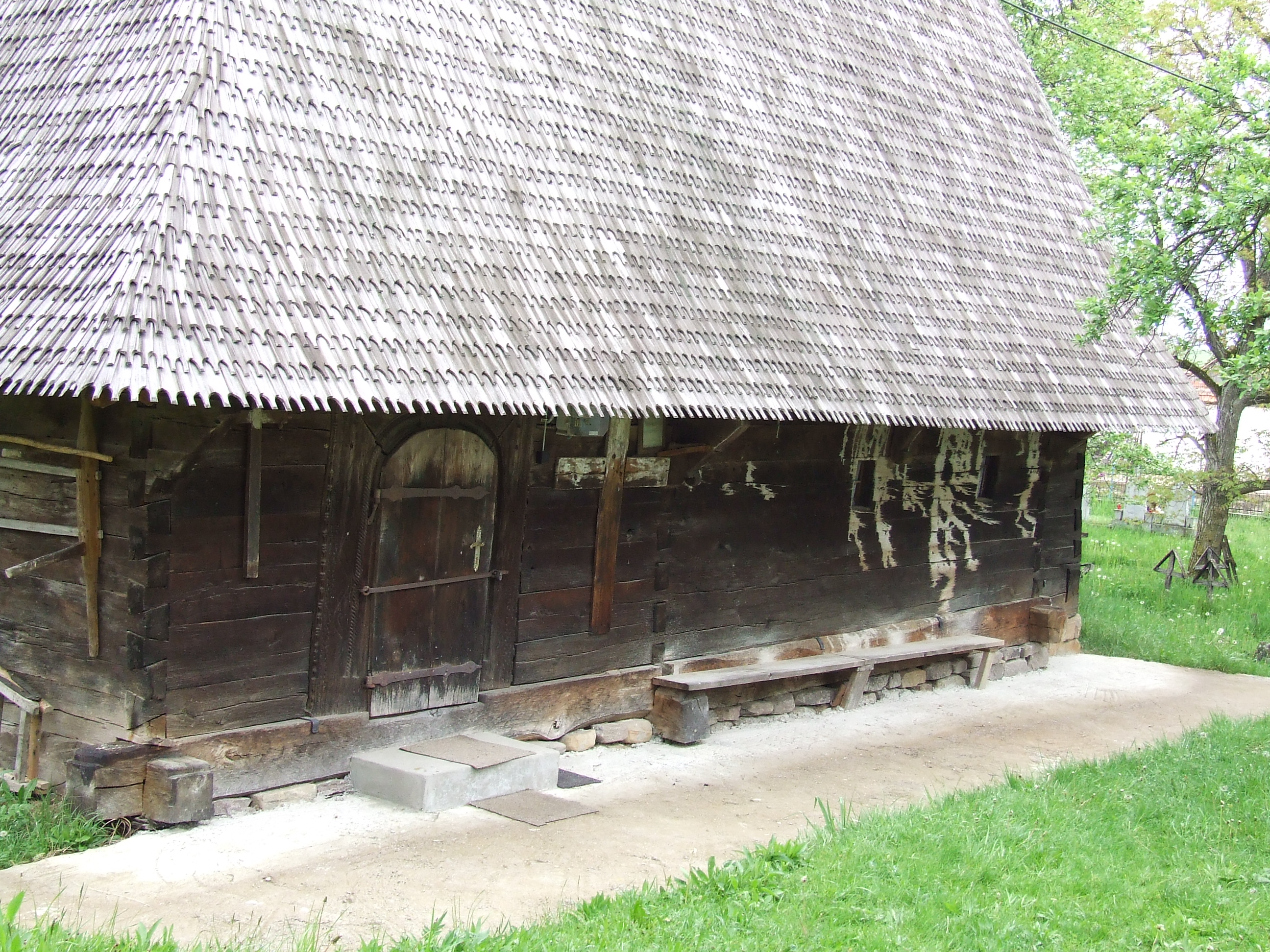
Latura de sud a bisericii
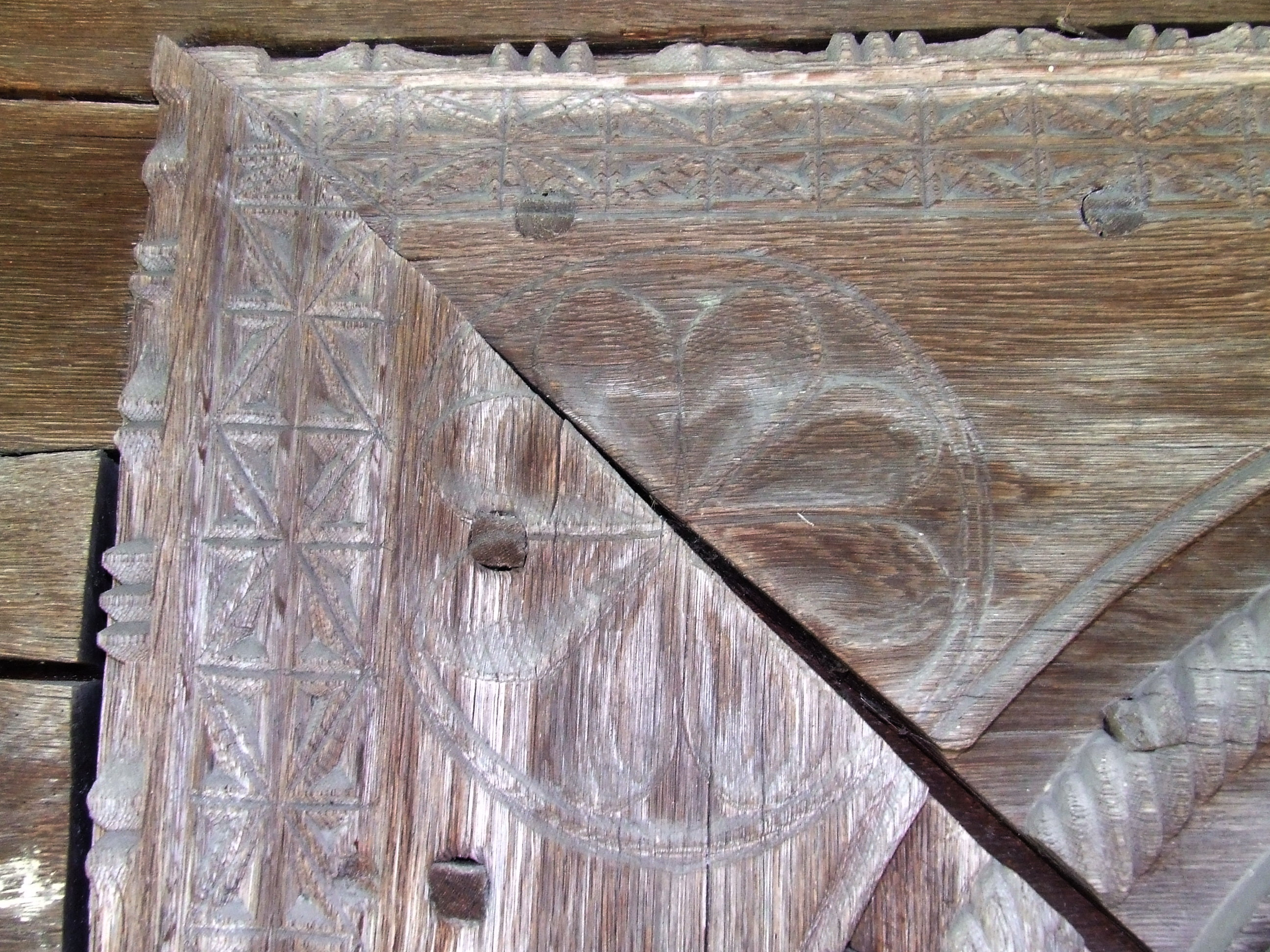
Detaliu portal
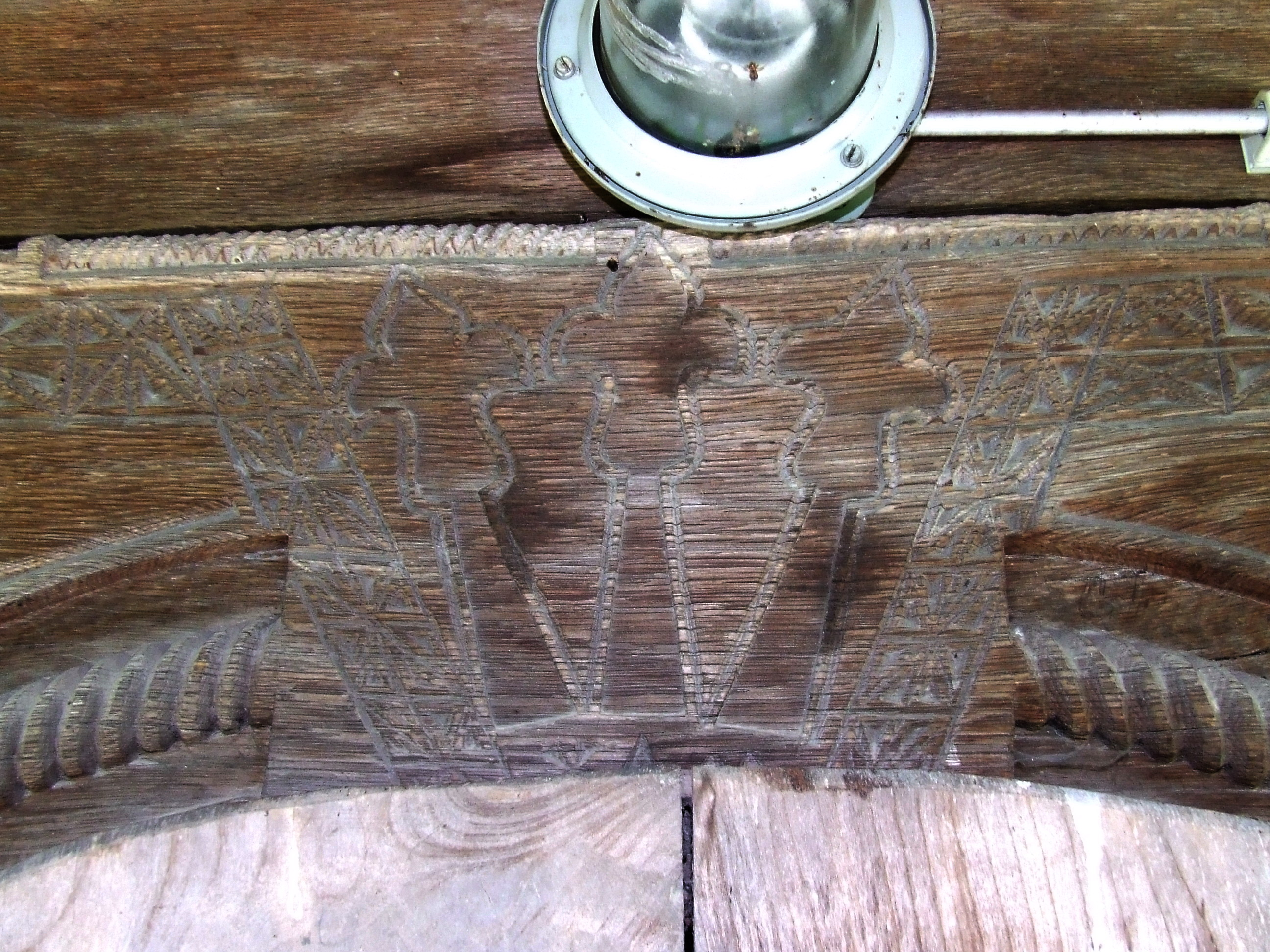
Detaliu portal
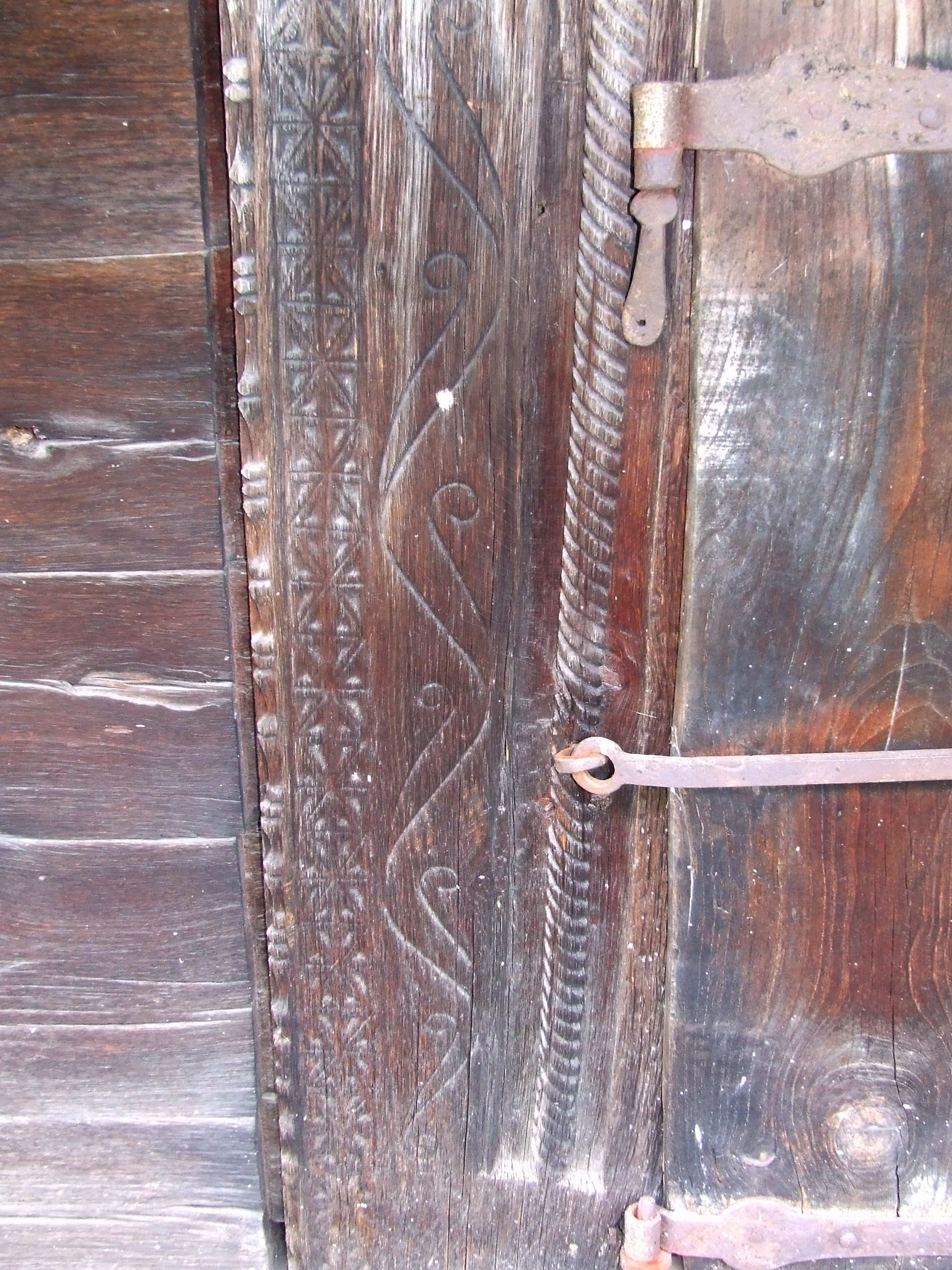
Detaliu portal
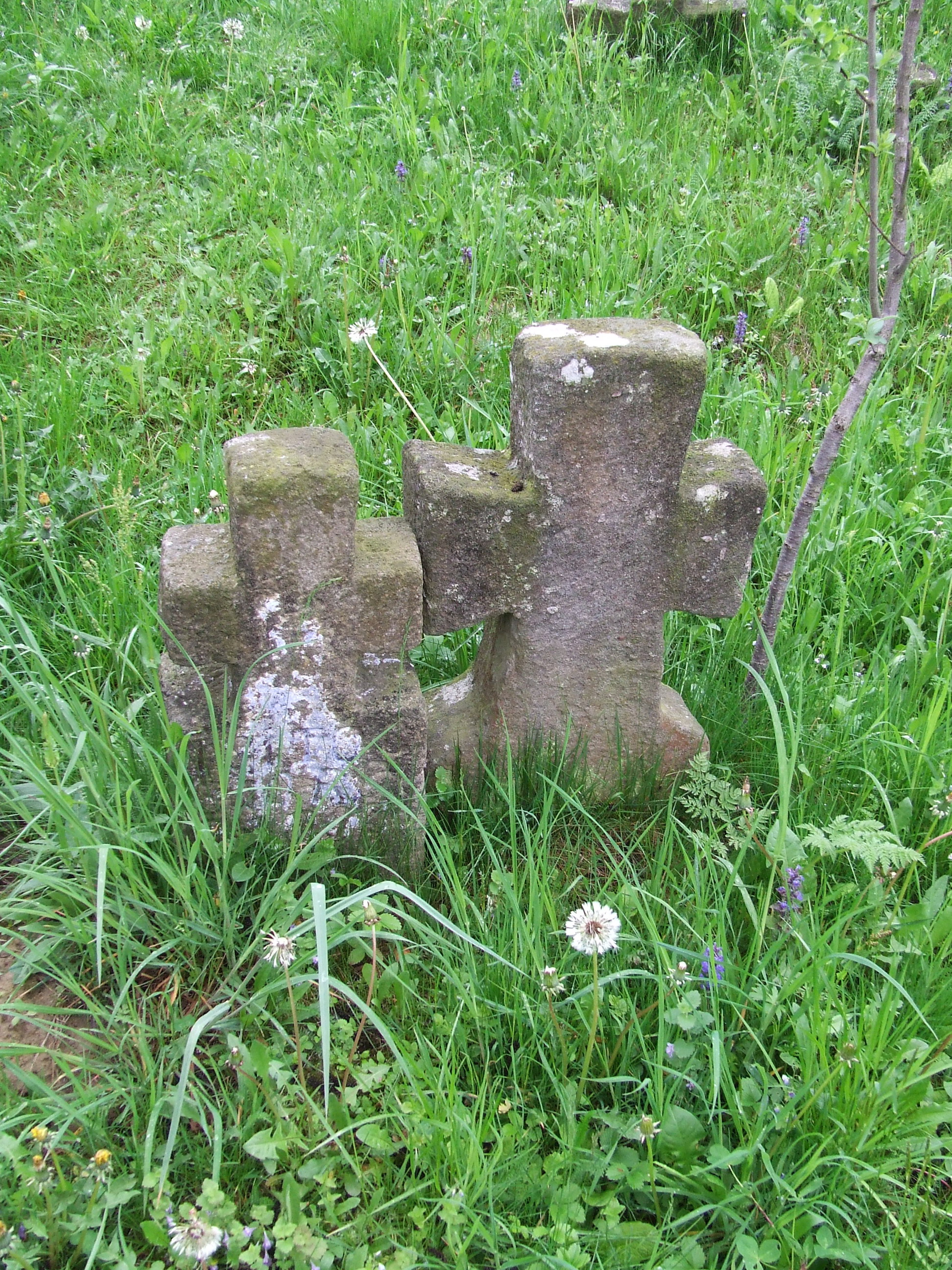
Cruci în cimitir

## Imagini de arhivă

Vedere de ansamblu - biserica este acoperită cu țiglă iar coiful turnului clopotniță cu tablă
Schiță a portalului bisericii
Schiță a bisericii
Schiță a bisericii